# Islamitische Staat (in Irak en de Levant)
Islamitische Staat in Irak en de Levant (ISIL), in het Westen Islamitische Staat in Irak en al-Sham (ISIS) (hierin staat al-Sham voor 'de Levant') of kortweg door de groepering Islamitische Staat (IS) genoemd, uitspraak: ie es, Arabisch: الدولة الاسلامية في العراق والشام ad-Dawla al-Islāmiyya fi al-'Irāq wa-sh-Shām, afkorting داعش Da'isj of Daesh, is een terroristische militie van jihadi en salafisten die streeft naar een kalifaat en islamitische staat die geleid wordt door soennitische Arabieren uit Irak en Syrië. IS heeft de controle gehad over bezet grondgebied met meer dan tien miljoen inwoners, in Irak en Syrië. Een aanhanger die er kwam wonen wordt een IS-ganger genoemd.
De terreurbeweging is ook actief in andere delen van de wereld, waaronder Libië, Nigeria en Zuidoost-Azië. Terreurgroep IS staat bekend om zijn goed gefinancierde propaganda op websites en sociale media, met video's van onthoofdingen van soldaten, burgers, journalisten en hulpverleners, alsook de opzettelijke vernietiging van cultureel erfgoed. Kenmerkend voor de Islamitische Staat is ook dat zij de bestaande islamitische landen en hun staatsgrenzen niet erkennen, ongeacht hun staatsvorm: de gehele islamitische wereld zou moeten worden ondergebracht in het nagestreefd kalifaat, een wereldwijde theocratie.
IS is aangemerkt als een terroristische organisatie door onder meer Australië, Canada, Egypte, de Europese Unie, India, Indonesië, Irak, Iran, Israël, Kirgizië, Libanon, Maleisië, Rusland, Syrië, Turkije, de Verenigde Arabische Emiraten, de Verenigde Naties en de Verenigde Staten. Meer dan 60 landen voeren direct of indirect oorlog tegen IS. De Verenigde Naties houden IS verantwoordelijk voor diverse schendingen van mensenrechten en oorlogsmisdaden. Amnesty International meldde op basis van honderden ooggetuigenverslagen dat etnische zuiveringen "op een historische schaal" plaatsvinden door IS. Op 3 februari 2016 erkende het Europees Parlement unaniem de systematische moord en vervolging van religieuze minderheden zoals jezidi's en christenen door terreurgroep IS als genocide.
Op 23 maart 2019 proclameerden de Syrische Democratische Strijdkrachten de "totale overwinning" op Islamitische Staat en het in 2014 uitgeroepen kalifaat. De inname van het laatst overgebleven bolwerk van het IS-kalifaat Baghouz (Al-Baghuz Fawqani) betekende echter niet dat de organisatie definitief verslagen was.
Eind oktober 2019 bracht de voormalige leider van de organisatie, Abu Bakr al-Baghdadi, zichzelf om het leven toen Amerikaanse militairen hem hadden getraceerd.

## Doelstellingen
Het doel van Islamitische Staat in Irak en de Levant (ISIL) was in eerste instantie een jihad tegen de Amerikanen in Irak en tegen iedereen die volgens terreurgroep IS met hen samenwerkte, voornamelijk sjiieten, en het stichten van een islamitisch "kalifaat" in Irak, Syrië en omliggende Arabische landen, waar de sharia leidend zou zijn. De na 1918 getrokken grenzen in het Midden-Oosten alsook vele oudere grenzen dienen volgens terreurgroep IS te worden uitgewist. Dit beoogde kalifaat zou derhalve het gehele Midden-Oosten, Noord-Afrika, het Iberisch Schiereiland (al-Andalus), Turkije en de Balkan moeten omvatten. Hiertoe tracht terreurgroep IS ook buiten Irak en Syrië een aanwezigheid op te bouwen en provincies (wilãyat) te stichten.
Op 29 juni 2014 claimde de terreurbeweging een wereldwijd kalifaat te hebben opgericht met Abu Bakr al-Baghdadi als de kalief, dat wil zeggen een staat die door een zelfverklaarde opvolger van de islamitische profeet Mohammed wordt geregeerd. Als kalifaat claimde IS religieus, politiek en militair gezag over alle moslims over de hele wereld. Er werd verklaard dat de wettigheid van alle emiraten, groepen, staten en organisaties, geacht moet worden ongeldig te zijn door de uitbreiding van het gezag van het kalifaat en de komst van zijn troepen in hun gebieden.
Christenen, jezidi's en andere niet-moslims werden voor de keus gesteld om zich te bekeren, als dhimmi, als niet-moslim belasting, djizja, te betalen, of 'om te komen door het zwaard'. Niet-salafistische soennieten, soefi's en sjiieten werden gezien als 'afgedwaald van de ware leer'. Zij kregen eveneens de keuze tussen de dood of bekering tot de salafistische vorm van de islam die terreurgroep IS propageert.

## Geschiedenis

### Ontstaan
In 1999 werd de militante groepering Jama'at al-Tawhid wal-Jihad opgericht. Na de invasie van Irak in 2003 en de Irakoorlog werd deze beweging berucht door de zelfmoordaanslagen op onder andere sjiieten en de multinationale troepenmacht in Irak. De toenmalige leider van de groep, Abu Musab al-Zarqawi, zwoer in oktober 2004 trouw aan de Iraakse tak van Al Qaida. Ook veranderde hij de naam van zijn beweging in Tanzim Qaidat al-Jihad fi Bilad al-Rafidayn (Al Qaida in Irak), als vereniging van vaak aan Al Qaida verbonden jihadistische organisaties, om naar eigen zeggen "de soennitische Irakezen te beschermen en de islam te verdedigen". Deze beweging fuseerde met enkele andere groeperingen en vormde zodoende de nieuwe strijdgroep Mujahideen Shura Council (MSC). In oktober 2006 veranderde de naam hiervan opnieuw, nu in Dawlat al-ʿIrāq al-ʾIslāmiyyah, Islamitische Staat in Irak ofwel ISI.
Een belangrijke factor in het ontstaan van ISIS was Camp Bucca, een door de Amerikanen opgezet gevangenenkamp nabij Umm Qasr in Zuid-Irak. In dit kamp, met een capaciteit van 20-30.000 gevangenen, werden ex-partijleden van Ba'ath, opstandelingen en gewone criminelen gevangengezet. Het complex was bedoeld als modelgevangenis, maar fungeerde in de praktijk als leerschool voor de misdaad, doordat de gedetineerden hier de kans kregen allianties te sluiten en plannen te smeden. Verscheidene kopstukken uit wat later terreurgroep IS zou worden, zowel islamistische opstandelingen als ex-Ba'athleden, raakten hier met elkaar in contact en radicaliseerden. Ook al-Baghdadi zat hier van februari tot december 2004 onder de naam Ibrahim Awad Ibrahim al-Badry gevangen. De Amerikanen zagen hem als een onbelangrijk persoon die een laag veiligheidsrisico vormde. Daarom mocht hij zich vrijelijk door de verschillende sectoren verplaatsen.
De emir van Al Qaida in Irak, Abu Hamza al-Muhajir, werd op vrijdag 20 april 2007 uitgeroepen tot 'minister van oorlog' voor ISI. Na zijn dood op 18 april 2010 werd hij opgevolgd door Abu Suleiman al-Naser. De eerste emir van de Staat was Abu Abdullah al-Rashid al-Baghdadi, die na zijn dood, eveneens op 18 april 2010, werd opgevolgd door Abu Bakr al-Baghdadi. ISI kreeg naar eigen zeggen de provincies Anbar, Diyala, Ninawa en delen van Babel en Wasit in handen. Baquba werd als 'hoofdstad' van Islamitische Staat in Irak en de Levant aangemerkt. In de steden Ramadi en Falluja kreeg IS de meeste aanhangers.
Na het uitbreken van de Syrische Burgeroorlog in het voorjaar van 2011 breidde ISI zijn werkterrein uit met Syrië, door in januari 2012 Jabhat al-Nusra, 'het steunfront', te stichten. De groep werd snel een van de belangrijkste rebellengroeperingen in het gebied. In 2013 ontstond er echter onenigheid tussen ISI zelf en al-Nusra, waarbij de laatste de steun van Al Qaida kreeg. Reden hiervoor was dat, waar Al Qaida wilde dat ISI in Irak en al-Nusra in Syrië zich toelegden op het bestrijden van respectievelijk de legers van Irak, Syrië en de Verenigde Staten, ISI ook op grote schaal onschuldige burgers – sjiieten, alevieten en vrijzinnige moslims – doodde. ISI verklaarde uiteindelijk dat al-Nusra en ISI gefuseerd waren en vanaf nu ISIS of ISIL (Islamitische Staat in Irak en Syrië/de Levant) zou heten. Al-Nusra en Al Qaida ontkenden dit en uiteindelijk leidde dit tot een breuk tussen ISIS en Al Qaida, waarbij ISIS zelfstandig in Syrië begon te opereren. In de Syrische Burgeroorlog strijdt de terreurbeweging zowel tegen de regering van Bashar al-Assad als tegen diverse andere rebellengroeperingen in Syrië, inclusief zowel gematigd religieuze als jihadistische groeperingen waaronder al-Nusra. Uiteindelijk leidde dit begin 2014 ook tot een breuk met Al Qaida.
Diverse groepen die zich gaandeweg bij terreurgroep IS hebben aangesloten zouden jarenlang militair en financieel zijn gesteund door onder andere de Verenigde Staten en Saoedi-Arabië om de regering van president Bashar al-Assad van Syrië omver te werpen. Toen deze groepen niet meer onder controle konden worden gehouden, zouden deze landen hun handen ervan af hebben getrokken en hen hun gang hebben laten gaan.

### Gebeurtenissen 2014

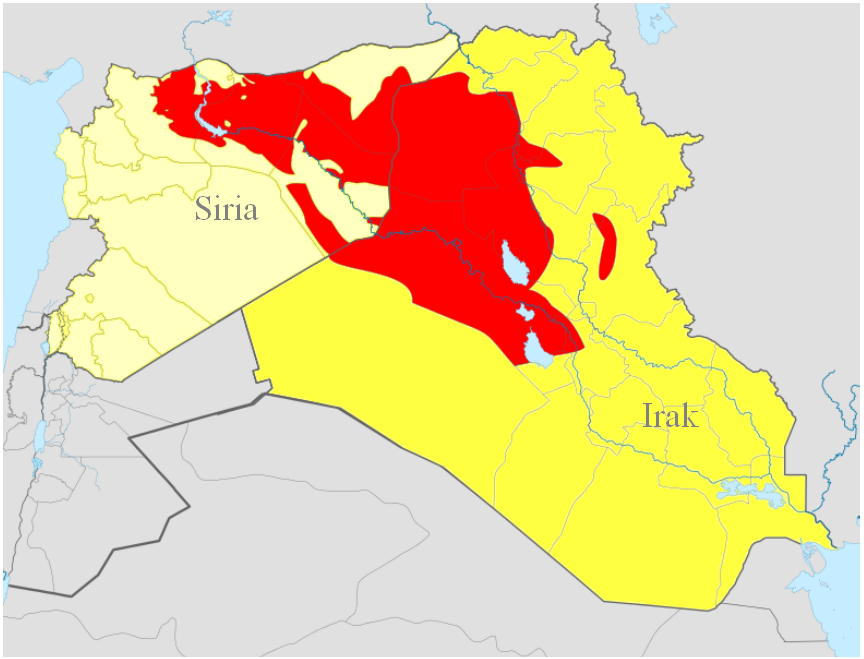
Syrië
Irak
gebied dat in juni 2014 in handen van IS was

In 2014 begon terreurgroep IS zelf in Syrië te opereren en de terreurbeweging noemde zich voortaan Islamitische Staat in Irak en de Levant (ISIL), in het westen Islamitische Staat in Irak en Syrië (ISIS). Op 29 juni 2014 hernoemde de terreurbeweging zichzelf tot Islamitische Staat of IS.
Vaak wordt de groep aangeduid als Da'isj of Daesh, een afkorting van ad-Dawla al-Islāmiyya fi al-'Irāq wa-sh-Shām. Dit is echter meestal denigrerend bedoeld, omdat het lijkt op de Arabische woorden daes (betekenis: vernietiger, vertrapper) of dāhis (betekenis: intrigant, onruststoker). Terreurgroep IS legt zware lijfstraffen op aan personen die deze term durven gebruiken. Politici en volkenrechtelijke organisaties spreken van ISIL of ISIS om de beweging geen legitimiteit te verlenen. De media hanteren overwegend de naam die de terreurbeweging zelf heeft aangenomen: IS.
De beweging weigerde in Syrië samen te werken met andere jihadistische opstandelingengroepen, zoals het aan Al Qaida gelieerde Jabhat al-Nusra, en bestreed deze lange tijd evenzeer als het Syrische regeringsleger. Hoewel de organisatie dus oorspronkelijk zelf uit een tak van Al Qaida is voortgekomen, trok Al Qaida-leider Ayman al-Zawahiri uiteindelijk in januari 2014 zijn handen geheel van ISIS af.

#### Opmars in het Midden-Oosten

##### Irak
Begin januari 2014 bestormde ISIS, dat toen nog enkel gold als een zijtak van Al Qaida, de steden Falluja en Ramadi en slaagde er korte tijd in de eerste stad in te nemen. Enkele dagen later was ISIS echter alweer uit deze steden verdreven.
In juni 2014 begon ISIS een offensief tegen het leger van Irak. Tegenstanders van ISIS die gevangen werden genomen, werden geëxecuteerd. Half juni veroverde IS vanuit het noorden van het land de steden Mosoel, Tikrit, Bayji, Saadiyah en Jalawla. Hun opmars kon worden gestopt bij de voor sjiieten heilige stad Samarra, iets meer dan 100 kilometer ten noorden van Bagdad. Samen met de steden Falluja en Ramadi in de westelijke provincie Anbar, die in 2013 grotendeels onder controle van ISIS vielen, kreeg de terreurbeweging vrijwel het hele westen en midden van het land in bezit. Bij de verovering van Mosoel kon ISIS meer dan 1000 van hun eigen gevangenen bevrijden. Bij Tikrit werden door ISIS naar eigen zeggen 1700 gevangengenomen militairen van Nouri al-Maliki door aanhangers geëxecuteerd.

Militaire situatie in Irak en Syrië.
In handen van de Iraakse overheid
In handen van Islamitische Staat
In handen van de Iraakse Koerden
In handen van de Syrische overheid
In handen van andere Syrische rebellen: Islamitisch Front, Jabhat al-Nusra en Vrij Syrisch Leger
In handen van de Syrische Koerden

Op 16 juni viel ook Tel Afar in handen van strijders van terreurgroep IS. Dit was de laatste grote stad in het noorden van Irak die ze tot dan toe niet hadden veroverd. De Turkmenen, de grootste bevolkingsgroep van de stad, waren deels soennitisch en deels sjiitisch, maar wilden zich niet mengen in het sektarische geweld. Bij de inname van de stad werd heftig gevochten en vielen volgens de Turkse media vele doden. Een deel van de 200.000 inwoners vluchtte naar soennitisch Koerdisch gebied, een ander deel naar sjiitische dorpen op het platteland. Ook in andere Turkmeense gemeenschappen hield IS huis, in de provincie Salaheddin werden 23 Turkmenen vermoord, onder wie vrouwen. Een deel van de huizen werd door ISIS in brand gestoken en tevens namen zij lokale burgers in gijzeling.
Een strategisch doel van ISIS was Baiji, de grootste raffinaderij van Irak.
In de vierde week van het offensief in Irak werd Bagdad grotendeels omsingeld. Soennitische en sjiitische dorpen ten noorden, westen en zuiden van de hoofdstad vielen in handen van IS. Het Iraakse leger probeerde tevergeefs Tikrit te heroveren.
Jordanië en Saoedi-Arabië stuurden in reactie troepen naar de Iraakse grens. De Arabische troepenmacht bestond uit zo'n 30.000 man.
In juli slaagde ISIS er volgens gegevens van het Syrisch Observatorium voor Mensenrechten in om zo'n 6300 nieuwe strijders te werven, van wie naar verluidt een deel uit het Vrije Syrische Leger kwam.
Op 2 augustus 2014 opende ISIS de aanval op Koerdische dorpen ten noordwesten en zuidoosten van Mosoel. Met name de jezidi-gemeenschap werd zwaar getroffen. Honderden mannen en jongens zouden zijn geëxecuteerd, tientallen zouden door uitdroging en honger zijn overleden. De bewoners van Sinjar en de dorpen in de omgeving vluchtten met tienduizenden de bergen in. Zij zouden daar zijn ingesloten door ISIS, en geen toegang hebben tot eten en drinken. Behalve Sinjar veroverde IS begin augustus ook de Noord-Iraakse steden Zumar en Wana, na hevige gevechten met de Koerden.
Na het begin van de luchtaanvallen van de coalitie op zowel al-Nusra als ISIS leek de rivaliteit tussen beide bewegingen weer te zijn afgenomen. In de grensgebieden tussen de twee landen zouden al-Nusra-strijders zich hebben aangesloten bij ISIS. ISIS veroverde inmiddels grote delen van Oost-Syrië, die aansloten op het reeds door de terreurgroep veroverde gebied in Irak.
ISIS zou het soennitische deel van Irak in rap tempo hebben kunnen veroveren, omdat zij daarbij steun kregen van het Naqshbandi soefileger onder leiding van oud-leden van de Ba'ath-partij van Saddam Hoessein. De twee partijen verschilden echter fundamenteel over hun religieuze opvatting; de soefi's stonden een seculiere staat voor. IS eiste de ontwapening en loyaliteit van de Naqshbandi, maar die gingen hier niet mee akkoord. Dat leidde op sommige plaatsen tot gevechten. Tevens zou IS tientallen soennitische imams hebben vermoord, omdat zij weigerden trouw te zweren aan de terreurorganisatie. Andere factoren die de snelle opmars bevorderden waren de verdeeldheid binnen de Iraakse regering, de weigering van de Koerden om met de centrale regering op te trekken, en de steun van de soennitische bevolking die het beu was door de sjiitische meerderheid als tweederangs burgers te worden behandeld.
ISIS kon met grote moeite doordringen buiten de soennitische driehoek in het midden van Irak rond Samarra, waarbuiten ze immers vrijwel geen draagvlak van de bevolking hadden. ISIS bleek bovendien niet in staat om deze plaatsen, die als het meest radicaal van het land bekendstaan, volledig onder controle te houden, daar de meeste soennitische stammen in de regio zich tegen hen keerden en de hulp inriepen van het Iraakse leger. Bij gevechten tussen ISIS en het Iraakse leger zouden in dit gebied vele honderden sjiitische vrijwilligers en ISIS-strijders zijn omgekomen. Volgens Human Rights Watch pleegden beide partijen oorlogsmisdaden als massaexecuties en martelingen, maar zijn deze misdaden oververtegenwoordigd van de kant van ISIS. Het Naqshbandi soefileger raakte begin juli tevens in een strijd met ISIS verwikkeld in de soennitische driehoek. Terreurbeweging IS executeerde 12 Naqshibandi in het stadje Saadiya.

##### Syrië
Begin januari 2014 raakte ISIS in Noord-Syrië onder andere bij Atarib, ten westen van Aleppo, slaags met islamitische rebellen, die daarop ISIS tot hun vijand verklaarden. De dagen daarna gingen de gevechten hier door, in dezelfde tijd dat ISIS erin slaagde in Irak Fallujah en Ramadi in te nemen.
In juni zwoer in de Syrische plaats Abu Kamal de plaatselijke tak van al-Nusra trouw aan ISIS, hoewel beide groeperingen elkaar in de voorafgaande maanden hadden bestreden.
De schermutselingen in Syrië leidden ertoe dat ISIS uit West-Syrië verdreven werd door het Vrije Syrische Leger en islamistische rebellen, waaronder al-Nusra. In Oost-Syrië kon de terreurbeweging echter het door haar veroverde gebied consolideren: slechts een enclave rond Deir ez Zor bleef in handen van de overheid. Alle rebellengroepen werden geneutraliseerd.
In juli begon ISIS een offensief tegen de Syrische Koerden, die een eigen autonome regio genaamd Rojava hebben. De Syrische Koerden kregen steeds meer steun van de Turkse Koerden, meer specifiek de PKK. In dezelfde maand begon de terreurgroep een offensief tegen de Syrische overheid. Ze slaagden erin basissen in het oosten van Syrië te veroveren en zodoende hun gebied te consolideren. Een aardgasveld dat door ISIS werd veroverd, werd door de Syrische overheid heroverd.
Het overheersende nieuws dat in het derde kwartaal van 2014 uit het door ISIS gedomineerde gebied kwam was het beleg door de terreurgroep van de Syrische stad Kobani, aan de grens met Turkije. Een coalitie met onder meer de Verenigde Staten bombardeerde deze stad om de Koerdische strijders te ondersteunen en tegelijk de burgers van Kobani tegen ISIS te beschermen. Begin oktober had ISIS ondanks de voortdurende beschietingen van coalitietroepen een aanzienlijk deel van de stad in handen gekregen. Hoewel het leven van de burgers in groot gevaar was, intervenieerde Turkije niet, omdat de bevolking van Kobani voornamelijk uit Koerden bestond. Wel stond Turkije de Peshmerga, de Koerden uit Irak, toe om de Koerden in Kobani te gaan helpen.

##### Verspreiding van operaties en uitroepen van kalifaat
Op 21 juni 2014 kreeg IS de controle over de steden Tur-Aibil aan de Jordaanse grens, en Al-Walid bij Syrië. Als reactie mobiliseerde het Jordaanse leger aan de grens met Irak, en bombardeerde de Syrische luchtmacht verschillende plaatsen aan beide zijden van de grens met het land. Eind juni claimde IS verantwoordelijkheid voor een aanslag in Libanon. Ook Saoedi-Arabië, dat zelf veel IS-financiers huisvest, stuurde zijn leger naar de grens met Irak. 30.000 Saoedi's namen hier de plaats in van het Iraakse leger, dat de grens halsoverkop had verlaten om noordelijker gelegen steden te beschermen tegen aanvallen van IS. Het Saoedische koningshuis zou zich tevens zorgen maken omdat IS dreigementen heeft geuit naar de heilige steden Mekka en Medina. Volgens IS zouden deze plaatsen zijn voorzien van afgodsbeelden ter verering van het koningshuis.
Nadat het offensief in Irak was vastgelopen, verstevigde IS zijn greep op het oosten van Syrië. Met de in Irak buitgemaakte wapens werden andere rebellen verdreven uit de provincie Deir ez-Zor. Tevens zette IS de wapens in tegen de Koerden, vlak bij de grens met Turkije, waarna de Turken het leger mobiliseerden langs de grens. Volgens lokale Koerdische bronnen zouden IS-strijders bij deze aanval chemische wapens hebben gebruikt. Een week eerder zou IS een Iraaks depot met chemische wapens hebben bemachtigd. De Syrische regering beschuldigde de terreurbeweging eerder al van het gebruik van gifgassen in de Syrische Burgeroorlog. IS zette de aanval op de Koerden in Syrië door, en in september veroverden de terroristen tientallen dorpen rond de Koerdische stad Kobani. Zo'n 140.000 Koerden vluchtten in enkele dagen tijd naar Turkije.
Op 29 juni 2014 maakte IS bekend dat leider Abu Bakr al-Baghdadi, Ibrahim Awwad Ibrahim Ali al-Badri al-Samarrai, de kalief was geworden, en dat de "eindstrijd was aangebroken". Volgens IS moesten alle moslims wereldwijd de nieuwe kalief erkennen, een aanspraak die al spoedig door vooraanstaande islamitische geleerden wereldwijd met klem werd weersproken. Volgens islamitische leiders kan een extremistische organisatie geen kalifaat leiden en schendt IS met het uitroepen de islamitische wet. Tevens zouden zij een plan bekend hebben gemaakt om binnen 5 jaar de gehele islamitische wereld te veroveren, inclusief het Iberisch Schiereiland en het voormalige Byzantijnse Rijk. Volgens analisten zijn dergelijke irredentische dreigementen niet reëel. Zelfs Al Qaida claimde nooit een kalifaat te hebben gesticht, en definitieve uitingen over de eindtijd worden binnen de hoofdstromingen van de islam afgedaan als ketterij of woorden van de duivel. Al-Baghdadi zou zich met extreme standpunten willen hebben onderscheiden van Al Qaida-leider Ayman al-Zawahiri, om zich als ware opvolger van Osama Bin Laden te profileren. Op deze manier zou IS kunnen groeien doordat al-Baghdadi in aanzien zou stijgen bij andere terroristische organisaties en onder nieuwe rekruten.

#### Opmars elders
Ideologisch verwante groeperingen, al dan niet daartoe aangemoedigd, hebben in sommige gevallen trouw gezworen aan IS. Dit heeft zich bijvoorbeeld voorgedaan in Libië in Derna, Egypte in de Sinaï, de Gazastrook, Algerije, Pakistan, Indonesië, Libanon, Jordanië en de Filipijnen met Abu Sayyaf, en geschiedde dan vaak ten koste van Al Qaida. Of IS daadwerkelijk zeggenschap over deze groeperingen gekregen heeft, is echter twijfelachtig.

##### Libië
Eind oktober 2014 veroverden enkele honderden uit Syrië afkomstige IS-strijders de Libische stad Derna en verklaarden deze stad onderdeel van hun kalifaat. Derna was zodoende de eerste stad in Libië die in handen van IS viel. In november zwoeren veel leden van de Islamic Youth Shura Council, een eerder in 2014 als afsplitsing van Ansar al Sharia opgerichte organisatie, trouw aan IS.

##### Egypte
Op 10 november 2014 zwoer Ansar Bait al-Maqdis, een beruchte jihadistische groepering in Egypte, trouw aan IS. Ansar Bait al-Maqdis spoorde via Twitter andere moslims aan hetzelfde te doen.

#### Moord op jezidi's en overige executies

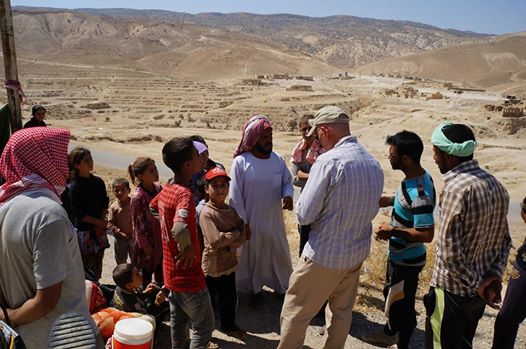
Jezidi-vluchtelingen en Amerikaanse hulpverleners op de berg Sinjar, 13 augustus 2014

In Mosoel voerde IS gedurende juli 2014 een etnische zuivering uit, waarbij vrijwel alle christenen, jezidi's en vele moslims de stad uit werden gejaagd, "bekeerd" of geëxecuteerd. Halverwege juli 2014 zouden al bijna 1,2 miljoen mensen voor IS naar de Koerdische Autonome Regio zijn gevlucht. In de eerste week van augustus breidde IS deze etnische zuivering uit vanuit Mosoel naar het Sinjar-gebergte ten noorden van de stad, en de Ninevevlakte ten zuidoosten. Dit zou nog honderdduizenden jezidi's en Assyriërs op de vlucht hebben gedreven. Ook de grootste christelijke stad van Irak, Qaraqosh, viel in handen van de terreurbeweging. In de Sinjarbergen werden tienduizenden jezidi's door IS belegerd. De Amerikaanse luchtmacht dropte voedselpakketten en water, en de Koerden wisten een corridor naar de bergen te veroveren zodat de meeste jezidi's konden ontsnappen.
Hoewel de opmars van IS in juli en augustus 2014 vertraagd leek, duurde deze nog steeds voort. Hoewel de Koerden beter weerstand konden bieden, wist IS een aantal plaatsen en de Mosoeldam op hen te veroveren. De hoofdstad Erbil werd bedreigd, waarop de Amerikaanse luchtmacht bombardementen op IS uitvoerde en diverse landen de Koerden met wapenleveranties steunden. Nadat Al-Maliki zich gedwongen had gezien af te treden, verklaarden soennitische stammen in de provincie Anbar dat zij met de nieuwe Iraakse premier wilden samenwerken in de strijd tegen IS. Na gecoördineerde luchtaanvallen van het Amerikaanse leger konden Koerdische strijdkrachten op 17 augustus tevens de Mosoeldam grotendeels ontzetten.
Eind september boekten de Koerden in Noord-Irak enkele overwinningen op IS, en zodoende wisten ze de belangrijkste grenspost met Syrië te bemachtigen. Zij kregen daarbij ook steun van Syrische Koerden en lokale soennitische stammen. In het zuidelijker gelegen Tikrit wist IS echter het Irakese leger terug te dringen, waarna zij er de oudste christelijke en islamitische gebedshuizen van Irak opbliezen.
Behalve de aanslagen en willekeurige moorden op yezidi's, zouden in de tweede helft van 2014 op eigen gebied 1878 personen zijn geëxecuteerd. Het merendeel, 1175, bestond uit burgers, onder wie 8 vrouwen en 4 kinderen, die de opgelegde IS-wetgeving hadden overtreden. 120 personen waren lid van IS en werden gestraft voor ongehoorzaamheid of voor militaire tegenvallers tegen onder andere de Peshmerga. De rest bestond uit voormalige troepen van Assad en lokale stammen die zich tegen IS hadden verzet.

#### Eerste onthoofdingen
Eind juli 2014 onthoofdde IS tientallen Syrische soldaten in Raqqa, waarna de hoofden van de slachtoffers op palen in het centrum van de stad werden gespietst.
Een van de middelen die IS gebruikte voor hun propaganda, was het op internet zetten hoe gevangengenomen journalisten en hulpverleners werden onthoofd. Op deze manier werden vermoord: James Foley, persfotograaf, Steven Sotloff, journalist, David Haines, hulpverlener, en Alan Henning, ook hulpverlener.
Op 16 november maakte IS bekend dat de Amerikaanse hulpverlener Peter Kassig was onthoofd tijdens een massaexecutie, samen met achttien gevangen Syrische officieren en piloten uit het leger van president Assad.

#### Aanslagen buiten het bezette gebied
Begin januari eiste IS de verantwoordelijkheid op voor een aanslag in een voorstad van Beiroet in Libanon, waarbij vijf doden vielen.

#### Vorming van een internationale coalitie tegen IS

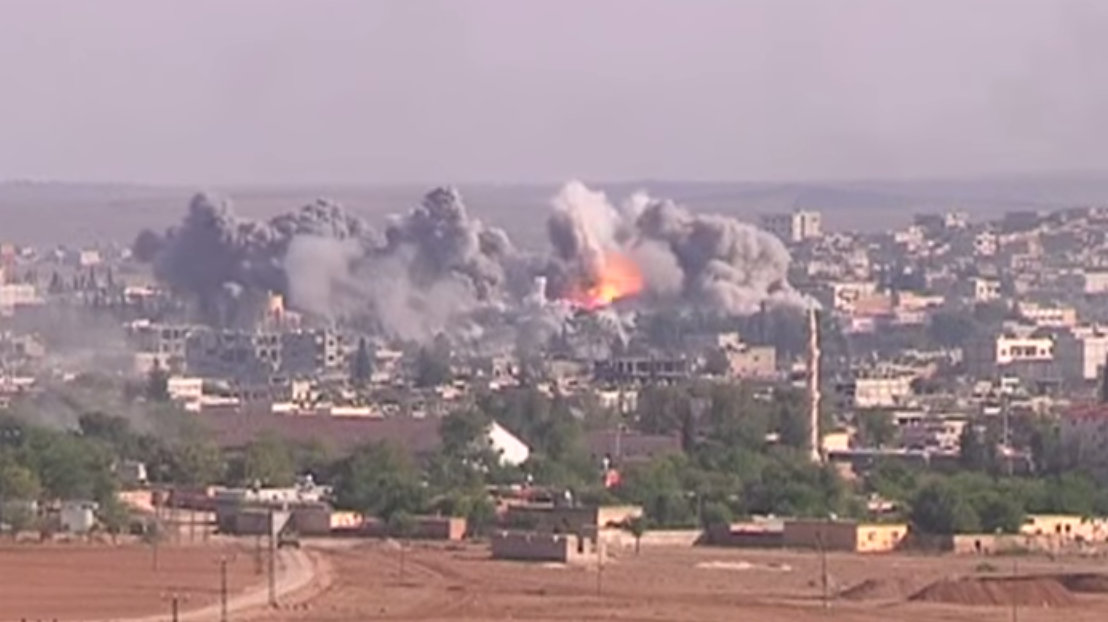
Luchtaanval van de coalitie op een positie van IS in Kobani, 22 oktober 2014

In het vierde kwartaal van 2014 sloten een aantal landen een bondgenootschap om gezamenlijk op te treden tegen IS. Met militaire middelen, door het uitvoeren van bombardementen en het afschieten van raketten, begonnen de landen die zich bij de coalitie hadden aangesloten de strijd. De regeringen van diverse landen in de Golf stelden zich eveneens tegen IS op en lieten Amerikaanse straaljagers vanaf hun grondgebied aanvallen op IS uitvoeren.
Duitsland en Frankrijk leverden in augustus 2014 wapens en materieel aan de Koerden, die zich militair tegen IS bleven verzetten. In september 2014 besloten verschillende andere westerse landen om gevechtsvliegtuigen naar het gebied te sturen, om daar stellingen van IS te bombarderen: Groot-Brittannië, België, Denemarken en Nederland. Nederland opereerde boven Irak vanaf 7 oktober 2014 en vanaf 16 februari 2016 boven Syrië. Een extra reden voor Engeland om de strijd tegen IS te steunen, waren de onthoofdingen: David Haines en Alan Henning kwamen uit Engeland.
Volgens John Kerry, de toenmalige Amerikaanse minister van Buitenlandse Zaken, was in de strijd tegen IS het volgende nodig:
- Met militaire middelen IS bestrijden
- IS afsnijden van hun financiële middelen
- Voorkomen dat personen uit het Westen zich bij IS aansluiten
- De ideologie van IS weerleggen

IS zou alleen definitief kunnen worden verslagen, wanneer een leger over land de terreurorganisatie zou verdrijven. Volgens velen, onder wie Bert Koenders, de minister van Buitenlandse Zaken voor Nederland, zou de strijd tegen IS nog jaren gaan duren, maar het was in geen geval de bedoeling dat westerse landen op Iraaks en Syrisch grondgebied zouden meedoen. Het verdrijven van IS was voor alles de verantwoordelijkheid van het Iraakse leger.
Niet deel uitmakend van de coalitie, maar niettemin tegenstanders van IS, waren:
- De regering-Assad, met wie de coalitie (openlijke) samenwerking weigerde.
- Iran, dat de Syrische en Iraakse regeringen steunt en onafhankelijk van de coalitie intervenieert ten gunste van de Koerden en Iraakse regering.[87] De coalitie bemoeit zich niet met de Iraanse interventie en steun, terwijl Israël deze veroordeelt. China en Rusland, die eveneens Assad steunen, zouden graag samenwerking met of deelname aan de coalitie door Iran zien; voor de VS is dat voorlopig niet bespreekbaar.
- Turkije, dat echter in juli 2015 tegelijkertijd is gaan strijden tegen de Turkse tak van de PKK, die op haar beurt een van de belangrijkste tegenstanders van IS in de regio is.
- Door de regering-Assad en Iran gesteunde, sjiitische groeperingen zoals Hezbollah en de Houthi's.
- Rivaliserende streng-islamitische groeperingen zoals Al Qaida en de Taliban.[88]

Hoewel Israël beducht was voor IS, met name door de aanwezigheid van de beweging in zowel Syrië als de Sinaï, hield het zich afzijdig in de strijd tegen IS. Het beschouwde Iran als een groter gevaar dan IS en was bang dat het Westen in ruil voor Iraanse steun concessies zou doen betreffende het Iraanse nucleaire programma. Ook was Israël bang dat een overwinning voor Assad en diens bondgenoten zou leiden tot een sterkere aanwezigheid van onder andere Hezbollah.

### Gebeurtenissen 2015

#### Irak

##### Verdrijving van IS uit Kobani
In januari 2015 wisten de Koerden na een langdurige strijd uiteindelijk Islamitische Staat met hulp van de coalitie, Vrij Syrisch Leger en Peshmerga uit Kobani te verdrijven. De stad zelf werd voor het grootste deel verwoest. De Koerden grepen hierop het verkregen momentum aan om vrijwel het gehele oorspronkelijk bezette gebied te heroveren, waarbij ze op weinig tegenstand van IS stuitten. De Koerden heroverden in februari en maart 2015 nieuwe delen van de provincie Al-Hasakah.
In juni 2015 werd bekend dat ook de laatste IS-strijders door soldaten van de Koerdische YPG uit Kobani waren verdreven, een week nadat IS Tell Abyad al had moeten opgeven. Doordat de Koerdische strijders bovendien een legerbasis ten noorden van Ar-Raqqah wisten te veroveren, werden belangrijke aanvoerroutes voor IS vanuit het buitenland afgesloten. Ten zuiden van Kobani gingen de gevechten tussen IS en de Koerden nog wel door.
De OPCW bracht in februari 2016 een rapport uit waarin stond dat IS in augustus 2015 bij Erbil een aanval met mosterdgas tegen de Koerden had ingezet.

##### Mosoel
IS had Mosoel, in het noordwesten van Irak, in het begin van 2015 nog stevig in handen. De Verenigde Staten bereidden een militaire aanval op Mosoel voor, die vooral door Irakese militairen moest worden uitgevoerd. Uiteindelijk werd de beslissende aanval uitgesteld, hoewel offensieven in 2015 en begin 2016 de frontlijn wel dichter bij Mosoel brachten. Medio 2016 werd Mosoel aan drie zijden omringd door Iraakse en Koerdische troepen. Slechts via de westzijde kon IS Mosoel nog bereiken of bevoorraden. Beide zijden bereidden zich voor op een aanval op de stad.

##### Verdrijving van IS uit Tikrit
In juni 2014 had IS Tikrit veroverd. Het Iraakse leger poogde aanvankelijk tevergeefs deze stad te heroveren. Veel inwoners sloegen na de inname op de vlucht. Begin maart 2015 begon het leger van Irak een groot offensief om IS weer uit Tikrit te verdrijven. De stad werd verdedigd door naar schatting 13.000 strijders. Omstreeks 14 maart had het Iraakse leger driekwart van de stad heroverd. Het leger wist de stad te omsingelen en kon op 1 april 2015 de volledige herovering melden. IS verloor hierbij naar schatting 4000 strijders. Tijdens de gevechten om Tikrit werd ook de graftombe van Saddam Hoessein door bommen van IS vernietigd. Het lichaam van de Iraakse ex-dictator was al eerder overgebracht naar een andere locatie.
IS vermoordde in deze zelfde periode honderden jezidi's.

##### Veroveringen door IS in Anbar
Terwijl het Irakese leger in en rond Tikrit belangrijke overwinningen behaalde, viel de zuidelijker gelegen stad Ramadi in de provincie Anbar volledig in handen van IS. In enkele dagen tijd zouden meer dan 40.000 inwoners de stad zijn ontvlucht.
Eind april slaagde IS erin een legerbasis bij het Thartarmeer in te nemen. Op 25 april executeerde IS 185 Iraakse militairen die op de basis gelegerd waren.

##### Irak herneemt zich
Toch maskeerden de veroveringen van IS in begin 2015 dat het tij begon te keren. Met name in Irak vormden soennieten, sjiieten en Koerden meer en meer een front tegen IS, zodat het numeriek overwicht zich deed gelden. Bovendien werden ze gesteund door buitenlandse bondgenoten en luchtaanvallen waarop IS geen antwoord had. De Iraakse en Koerdische troepen gingen over op een tactiek waarbij milities en het reguliere leger eerst een belegeringsring om grotere plaatsen legde waardoor IS werd afgesloten van bevoorrading, waarop de stad wijk voor wijk en blok voor blok werd uitgekamd door antiterreureenheden. Met deze tactiek kon de Iraakse overheid langzaam maar gestaag belangrijke steden terugwinnen: Tikrit (maart 2015), Ramadi (december 2015) en uiteindelijk Falluja (mei 2016).

##### Sinjar heroverd op IS

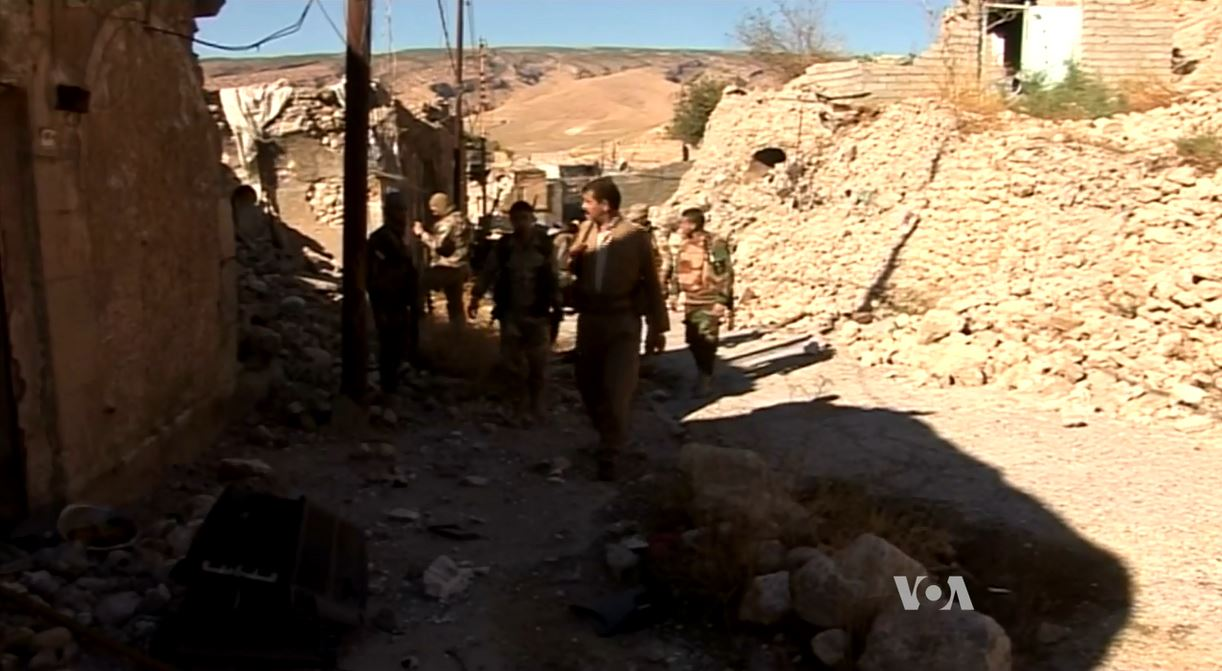
Koerdische strijders in Sinjar, november 2015.

In de nacht van 11 op 12 november begonnen de Iraaks-Koerdische Peshmerga met hulp van de VS een nieuw grootschalig grondoffensief tegen Sinjar, om deze stad te heroveren op IS. Hieraan deden zo'n 7.500 Peshmerga strijders mee. Een dag later werd al bekend dat de Peshmerga Sinjar geheel hadden heroverd. Alle IS-strijders zouden de stad inmiddels hebben verlaten.
Daags na de inname werd bij de stad een massagraf gevonden met daarin de lichamen van circa 78 door IS vermoorde yezidi-vrouwen, in de leeftijd van veertig tot tachtig jaar.

##### Herovering van Ramadi
In november maakte het Iraakse leger bekend de stad Ramadi, die in mei in handen van IS was gevallen, te zullen heroveren. Begin december meldde het Iraakse leger deze stad voor meer dan de helft te hebben heroverd. Na enkele weken slaagden de Iraakse troepen er met hulp van de Amerikaanse luchtmacht in om door te dringen tot in het centrum. De Iraakse woordvoerder Sabah al-Numani berichtte dat de stad nu binnen luttele dagen zou worden bevrijd. Bij de daaropvolgende gevechten zijn volgens berichten tientallen Iraakse militairen gedood.
Op 28 december verklaarde de Iraakse regering Ramadi weer geheel in handen te hebben.

#### Syrië
Het was een beletsel voor de coalitie in Syrië hard tegen ISIS op te treden, omdat ISIS ook de vijand van de regering van Bashar al-Assad was. In het noorden van Syrië, bijvoorbeeld eerder bij de bevrijding van Kobani, had de coalitie wel bombardementen uitgevoerd. De Koerden gingen in het deel van Syrië, tegen de grens met Turkije aan, met hun opmars door en sloten de grens tussen Turkije en Syrië voor ISIS af.

##### Palmyra/Tadmoer
In mei 2015 veroverde IS de laatste grensovergang tussen Syrië en Irak. Na een korte strijd wisten IS-strijders in het oosten van Syrië tevens Tadmoer en de bijbehorende historische stad Palmyra, die op de Werelderfgoedlijst staat, in te nemen. Door deze veroveringen wist IS de aanvoerlijnen van het Syrische leger naar Deir ez-Zor af te snijden.
In juli 2015 gaf IS een nieuw filmpje vrij, opgenomen in Palmyra, waarop te zien is hoe een Syrische militair wordt onthoofd door een kind. Het was voor het eerst dat een dergelijke executie verricht door een minderjarige op film werd getoond, hoewel al langer bekend was dat IS hiervoor af en toe kinderen inzet. Zo werd er bijvoorbeeld in maart een Israëlische spion door een kind onthoofd. In augustus 2015 onthoofdde IS in deze stad de 82-jarige archeoloog Khaled al-Asaad.
Zowel de tempel van Baal-Shamin als de tempel van Bel in Palmyra werd door IS opgeblazen.

##### al-Qaryatayn
In de eerste week van augustus ontvoerde IS circa 230 christenen in het door de terreurbeweging veroverde al-Qaryatayn, een stad in de Syrische provincie Homs.

##### Qadam
Op 1 september gaf het Syrisch Observatorium voor de Mensenrechten het bericht vrij dat IS-strijders het district Qadam, vier kilometer ten zuiden van Damascus, waren binnengevallen en dit gebied al deels hadden veroverd. Daarmee was IS de Syrische hoofdstad dichter dan ooit genaderd.

##### Aleppo
In de buurt van Aleppo kwam op 9 oktober de Iraanse generaal Hossein Hamedani van de Iraanse Revolutionaire Garde om het leven. Volgens zijn mannen werd hij gedood door IS.

##### Maheen
Op 1 november werd ook de stad Maheen ingenomen, met behulp van twee zelfmoordaanslagen. Hiermee was IS de snelweg die Homs met Damascus bevindt tot minder dan 20 kilometer genaderd. IS-strijders rukten op richting de christelijke plaats Sadad. Het Syrische leger heroverde de stad op 29 december 2015.

#### Libië
Begin januari beweerden IS-strijders in Libië twee Tunesische journalisten, die op 8 september in Ajdabiya vermist waren geraakt, te hebben geëxecuteerd.
Na maandenlange gevechten wisten IS-strijders op 23 september de Libische stad Sirte in te nemen.
Bij een schietincident op 16 november in Benghazi tussen de officiële Libische strijdkrachten en IS vielen zestien doden.

#### Opmars in Afghanistan
Begin 2015 werd duidelijk dat IS ook in Afghanistan steeds meer bezig was een macht op te bouwen. In Afghanistan gebruikt de beweging de naam 'Islamitische Staat Khorasan Provincie' (IS-K of IS-KP). Hier stuitte de beweging echter op verzet van zowel de regering als de Taliban. De Taliban willen voornamelijk een streng-islamitische staat stichten in Afghanistan, maar na decennia van oorlog willen zij vooral ook vrede. De pan-jihadistische denkbeelden van IS staan haaks hierop.
In de loop van 2015 rukte IS met name op in de oostelijke Afghaanse provincies (zoals Nangarhar), waar ze soms rechtstreeks strijd leverden met de Taliban, die hier hun grote concurrent waren. In juli werd een belangrijke commandant van IS in Afghanistan gedood door de Amerikaanse bombardementen. Eind september was IS er volgens berichten in driekwart van de Afghaanse provincies in geslaagd om nieuwe mensen voor zich te werven. Er zijn filmpjes opgedoken waarop is te zien hoe IS-strijders leden van de plaatselijke Afghaanse bevolking executeren omdat zij samenwerkten met de Taliban. Enkele belangrijke voormannen van de Taliban en Al Qaida (uit Afghanistan, Pakistan en Oezbekistan) zouden in deze periode zijn overgelopen naar IS.

#### Executies in IS-propaganda
IS nam in januari 2015 twee Japanse gijzelaars gevangen en dreigde hen te onthoofden, omdat Japan geld ter beschikking had gesteld voor de opvang van vluchtelingen van IS, wat klaarblijkelijk door IS als een tegen henzelf gerichte daad werd geïnterpreteerd. Japan trachtte met de Jordaanse regering tot een uitruil van de Japanse gijzelaars en de Jordaanse piloot Moaz al-Kasasbeh tegen een Jordaanse jihadiste te komen, maar uiteindelijk onthoofdde IS de beide Japanners.
Een door IS gevangengenomen journalist, John Cantlie, werd door IS gebruikt en waarschijnlijk gedwongen om voor hen reportages te maken. Uit deze reportages zou blijken dat IS een goed georganiseerde staat zou hebben opgebouwd, dat het dagelijks leven gewoon doorging, dat de bevolking 'bevrijd' was van hun regeringen die zich door de Amerikaanse en Iraanse regeringen als marionetten zouden laten gebruiken en dat IS de slag om Kobani zou hebben gewonnen. Ook uitte Cantlie kritiek op de coalitie, waarvan de bommen voornamelijk onschuldige burgers zouden treffen.
Op 3 februari werd bekend dat Al-Kasasbeh al op 3 januari door IS om het leven was gebracht door middel van levend verbranden. Dit leidde tot massale woede in Jordanië en de roep om wraak. Twee ter dood veroordeelde terroristen werden vroegtijdig geëxecuteerd in reactie op de moord op de piloot. Op 10 februari werd door haar familie en de Amerikaanse regering bevestigd dat de Amerikaanse hulpverleenster Kayla Mueller was overleden. In augustus 2013 was ze gevangengenomen door IS, dat haar overlijden eerder bekendmaakte. Volgens IS was ze als gevolg van een Jordaanse luchtaanval om het leven gekomen. De Amerikaanse regering gaf geen commentaar op deze verklaring.
In februari 2015 heeft een tak van IS in Libië 21 koptische christenen uit Egypte onthoofd. De Egyptische president zei dat zijn land op een "passende manier" op de dood van de Egyptische onderdanen zou reageren.
Zowel Egypte als Libië voerde luchtaanvallen op doelen van IS in Libië uit, waarbij tientallen IS-strijders werden gedood. De Italiaanse minister van Defensie Roberta Pinotti liet weten dat Italië militaire acties niet zou uitsluiten indien diplomatie de opkomst van IS in Libië niet kon tegenhouden. Frankrijk zette het vliegkampschip Charles de Gaulle tegen IS in.
In juni 2015 gaf IS een nieuwe videofilm vrij, waar het Spaanse persbureau Europa Press de hand op wist te leggen. Hierin was te zien hoe IS enkele nieuwe executiemethoden toepast. Ook verschenen er steeds vaker executievideo's waarin de beulen minderjarigen of zelfs jonge kinderen waren. In augustus kwam een video naar buiten, gemaakt op een geheime plek in Afghanistan, waarop tien gevangenen die er door IS van werden beschuldigd samen te spannen met de Taliban werden gedood met behulp van explosieven. Op 31 augustus kwam een video naar buiten waarin vier Iraakse piloten worden omgebracht boven een vuur, als wraakactie van IS voor de dood van vier van hun eigen leden.
Begin november onthoofdde IS in de Zuid-Afghaanse provincie Zabul zeven Hazara.
Begin december verscheen er een Russischtalig filmpje van IS waarop voor het eerst een gevangen Rus wordt onthoofd. In het filmpje wordt een dreiging aan het adres van de Russen geuit.

#### Ontvoeringen
IS heeft honderden gijzelaars, vooral journalisten en hulpverleners in Syrië en buitenlandse arbeiders in Irak, soms jaren in gevangenschap gehouden. Hierbij maakt IS geen onderscheid tussen vijandige strijders of onschuldige burgers. Zo houdt IS ook kleine kinderen en soennitische burgers gevangen onder mensonterende omstandigheden. Begin 2015 kwam het Comité voor de Rechten van het Kind van de Verenigde Naties met een rapport waarin stond dat kinderen van minderheidsgroepen door IS werden gemarteld, verkracht en vermoord.
In het noordoosten van Syrië ontvoerde IS in de tweede helft van februari minstens 220 christenen. Dit gebeurde nadat IS een aantal christelijke dorpen had veroverd langs de rivier de Khabur ten noordwesten van Al-Hasakah. De internationale coalitie intensiveerde in reactie de bombardementen op IS in de omgeving van Tell Tamer en in het westen van Irak. Hierbij zouden volgens de Arabische zender Al Arabiya tientallen doden aan de zijde van IS zijn gevallen.

#### Aanslagen buiten het IS-gebied

Kaart (uit december 2016) met een overzicht van alle landen waarin terreuraanslagen zijn gepleegd door ofwel IS zelf, ofwel in naam van IS.

In de loop van 2015 pleegde IS steeds meer terreuraanslagen buiten het eigenlijke "kalifaat". Eerst gebeurde dit in Noord-Afrika (met name Tunesië) en andere delen van het Midden-Oosten, vervolgens ook in West-Europa (Parijs, België).

##### Midden-Oosten
Op dezelfde dag als de aanslag in Sousse, op 26 juni, vielen bij een bomaanslag op de sjiitische Imam Sadiq-moskee in Koeweit-stad zeker 25 doden en meer dan 200 gewonden. De aanslag werd door IS opgeëist.
Op 18 juli vond een zelfmoordaanslag plaats op een markt in de Noord-Iraakse plaats Khan Bani Saad, waarbij minstens 120 doden vielen. Enkele dagen later vielen er 20 doden bij een aanslag in de soennitische wijk Baiyaa in het westen van Bagdad. Op 20 juli vond ook in de Turkse grensplaats Suruç een bomaanslag plaats, met tientallen doden. Op 13 augustus pleegde IS een nieuwe bomaanslag in Bagdad, in de wijk Sadr City, waarbij 76 doden vielen.
Begin september pleegde IS een dubbele aanslag op een moskee in Sanaa, de hoofdstad van Jemen, waarbij zeker 20 doden vielen.
Op 10 oktober vond in de Turkse hoofdstad Ankara de dodelijkste bomaanslag uit de Turkse geschiedenis plaats, op een plek waar zich net enkele honderden demonstranten hadden verzameld. Er vielen bijna honderd doden. Ook deze aanslag is vermoedelijk gepleegd door IS.
Op 12 november pleegde IS een aanslag in een sjiitische wijk van de Libanese hoofdstad Beiroet, waar veel aanhangers woonden van Hezbollah. Er vielen zeker 43 doden en meer dan 200 gewonden.
Op 6 december kwam bij een aanslag in de Jemenitische stad Aden de gouverneur van de provincie Aden om het leven, toen er een auto bij zijn konvooi ontplofte.
Op 30 december kwamen bij een dubbele zelfmoordaanslag in Kamishli, een stad in Koerdisch gebied in Noord-Syrië, zeker zestien mensen om het leven.

##### Afrika
Op 18 maart vielen bij een aanslag op het Bardomuseum in Tunis ruim 20 doden, onder wie twee aanslagplegers. De aanslag werd een dag later opgeëist door IS.
De aanslag op 26 juni in Sousse, een populaire badplaats in Tunesië, werd officieel opgeëist door IS, maar is ook toegeschreven aan Al Qaida.
Op 31 oktober stortte in het Sinaïgebied Kogalymavia-vlucht 9268 neer, met aan boord overwegend Russen. Alle 224 inzittenden kwamen om, waarmee dit de dodelijkste vliegramp is uit de Russische geschiedenis. Het toestel bleek in de lucht in stukken te zijn gebroken. Vermoedelijk is er een bom aan boord gesmokkeld. De verantwoordelijkheid hiervoor is in een op de sociale media geposte video opgeëist door de Egyptische tak van IS, maar de echtheid van het filmpje is tot dusver niet geverifieerd. Desondanks wordt inmiddels aangenomen dat handlangers van IS een bom in het vliegtuig hebben geplaatst.
Op 24 november werd er een aanslag gepleegd op een hotel en een politiewagen in El Arish in Noord-Sinaï, met twaalf doden als gevolg. De aanslag is opgeëist door de Egyptische tak van IS.
Op 24 november vond er ook een derde door IS opgeëiste zware aanslag plaats in Tunesië, in de hoofdstad Tunis, gericht tegen leden van de presidentiële garde. Er vielen 13 doden.

##### Europa

###### Parijs
Op de avond van 13 november 2015 vonden in Parijs zes terreuraanslagen door in totaal acht daders plaats. Er vielen circa 130 doden en honderden gewonden. IS eiste de volgende dag in een verklaring hiervoor de verantwoordelijkheid op en verklaarde dat "acht soldaten van het kalifaat met wapengordel minutieus geplande aanvallen hebben uitgevoerd". De stem werd later herkend als die van Fabien Clain, een 35-jarige Franse jihadist die naar Syrië was gevlucht en in Frankrijk bij verstek tot een gevangenisstraf was veroordeeld.

#### Luchtaanvallen tegen IS en internationaal overleg
In het kader van de luchtoorlog tegen IS bombardeerde een Nederlandse F-16 begin juni een wapenopslag van IS in de Irakese stad Hawija. Bij dit bombardement kwamen zeventig burgers om het leven.
In juli spraken de Verenigde Staten en Turkije – dat zich inmiddels ook in de strijd tegen IS had gemengd – af om gezamenlijk een bufferzone op te werpen in het noorden van Syrië, teneinde een verdere opmars van IS in noordelijke richting tegen te gaan. Ongeveer een maand later vonden rond het Syrische stadje Marea, dat binnen deze zone ligt, hevige gevechten plaats tussen IS en Syrische rebellen, waarbij minstens 47 doden vielen. IS had inmiddels enkele dorpen in dit gebied ingenomen.
Op 16 september voerden Irak en Syrië gezamenlijk bijna dertig luchtaanvallen op IS-doelen uit, op de steden Tuz, Sinjar, Mosoel, Ramadi en Hasaka. Daarbij werd vooral gevechtsmaterieel verwoest, naast enkele gebouwen. Op 17 en 18 september werden ook Al-Raqqah en de ruïnestad Palmyra gebombardeerd. Op laatstgenoemde plek vielen zeker 26 doden, onder wie 12 IS-strijders.
Op 27 september heeft de Franse luchtmacht als eerste van de landen van de coalitie aanvallen op kampen van IS in Syrië uitgevoerd. Zij richtten hun aanval op een opleidingskamp van IS. Daarbij zijn zes Franse jihadi om het leven gekomen. Westerse landen zien het als een complicatie, dat met de aanvallen in Syrië tegen IS het regeringsleger van Bashar al-Assad wordt geholpen.
Daarentegen besloten Irak, Rusland, dat steevast achter de regering van Assad staat, en Iran wel om met de regering van Bashar al-Assad te gaan samenwerken tegen IS. Russische straaljagers werden daartoe aan de kust van Syrië aan de Middellandse Zee gestationeerd.
De dagen daarna begon ook Rusland met het uitvoeren van luchtaanvallen op Syrisch grondgebied. Het Syrische Observatorium voor Mensenrechten meldde op 2 oktober dat bij Russische bombardementen op Al-Raqqa zeker twaalf IS-strijders waren gedood. Ook het dorpje Qaryatian zou onder vuur zijn genomen. Op 6 oktober werden in Palmyra 15 IS-strijders gedood door aanvallen van Russische gevechtsvliegtuigen. Westerse landen en Saoedi-Arabië stonden niettemin sceptisch tegenover de Russische interventie. Volgens hen hielp Rusland eigenlijk vooral president Assad in de burgeroorlog tegen de opstandelingen onder voorwendsel zich tegen IS te richten.
Op 22 oktober bevrijdden Iraakse en Amerikaanse militairen bij het door IS bezette Hawija circa 70 gijzelaars die op het punt stonden te worden geëxecuteerd, onder wie 20 leden van de Iraakse veiligheidsdienst. Hierbij kwam er voor het eerst in de strijd tegen IS in het Midden-Oosten een Amerikaanse militair om het leven. Er werden vijf IS-strijders gevangengenomen en een onbekend aantal gedood.
Op 15 november, twee dagen na de aanslagen in Parijs, begon Frankrijk met het uitvoeren van vergeldingsbombardementen op Raqqa. Er werden die dag twintig bommen boven de stad afgeworpen. Daarna volgden meer Franse bombardementen op Raqqa. President Hollande riep op tot samenwerking met Rusland en de Verenigde Staten in de strijd tegen IS. Op 17 november voerde ook Rusland weer bombardementen uit op Raqqa. De dagen daarna voerde Rusland de bombardementen op IS verder op en richtte zich vooral op het gouvernement Deir ez-Zor, waar volgens berichten bij één bombardement minstens zeshonderd IS-militanten zouden zijn omgekomen.
Op de avond van 2 december stemde het Britse Lagerhuis in om IS ook in Syrië te gaan bombarderen. Tot nu toe had het Verenigd Koninkrijk dit alleen in Irak gedaan. Meteen diezelfde nacht begon een Britse luchtmachtbasis op Cyprus met het uitvoeren van bombardementen.

#### Verloren en gewonnen grondgebied
Eind 2015 had de terreurbeweging ten opzichte van een jaar eerder 14% van haar grondgebied verloren. Het totale gebied in Irak en Syrië dat in handen was van IS bedroeg nu 78.000 km², wat ongeveer zo groot is als Oostenrijk. Geestelijk leider Abu Bakr al-Baghdadi liet in een audioboodschap op Twitter weten: "Hoe heviger de oorlog wordt, des te sterker en zuiverder wordt IS".

### Gebeurtenissen 2016

#### Strijd tegen IS

Landen die hun luchtbasissen opengesteld hebben voor de anti-ISIS coalitie

Op 4 februari verklaarde Saoedi-Arabië zich bereid om in de strijd tegen IS in Syrië grondtroepen in te zetten. Het Witte Huis meldde begin februari in een rapport dat IS in het voorbije jaar 20% van zijn strijdkrachten in Syrië en Irak was kwijtgeraakt. Dit zou hoofdzakelijk het gevolg zijn van de Russische en Amerikaanse militaire interventie. Op 16 februari bombardeerden Nederlandse F-16's voor het eerst ook doelen van IS in Syrië, nadat het kabinet-Rutte II hier een week eerder toe had besloten. Op 19 februari bombardeerden de VS een kamp van IS in Libië, in Sabratha, dicht bij de Tunesische grens. Er zouden zeker 41 doden zijn gevallen. Op 25 februari heroverden Syrische regeringstroepen met hulp van Russische luchtaanvallen de stad Khanaser, die twee dagen eerder door IS was ingenomen.
De Amerikaanse minister van Buitenlandse Zaken John Kerry verklaarde op 13 maart dat IS de afgelopen drie weken 3.000 km² aan terrein had verloren. Ook zouden er 600 IS-strijders zijn omgekomen.
Na een belegering van een aantal maanden, slaagde het Syrische leger er in maart met Russische luchtsteun in om Palmyra weer in te nemen.
In mei en juni 2016 leek het er zelfs op dat de Koerden en het Syrische leger Raqqa in de tang zouden nemen en er een 'race' zou ontstaan wie als eerste met de eer zou strijken; de Koerden vielen aan vanuit het noorden en het Syrische leger vanuit het zuidwesten. Zo ver kwam het echter niet: de Koerden richtten zich op het voor hen belangrijkere offensief tegen Manbij en braken de aanval op Raqqa af, en tegenaanvallen van IS brachten het regeringsleger ertoe zich terug te trekken en alle veroverde gebied op te geven.
Op 23 mei kondigde de Iraakse premier Haider al-Abadi het begin van een nieuw grootschalig offensief tegen IS in Fallujah af. De stad was al vanaf februari 2016 door het Iraakse leger belegerd, waarbij IS ook te kampen had met een opstand van lokale stammen. De inwoners van deze stad werden vanwege de gevaarlijke situatie opgeroepen om te vluchten. Op 6 juni meldde het Iraakse leger het zuidelijke deel van de stad onder controle te hebben. Mensen die de stad probeerden uit te vluchten werden volgens berichten van een hulporganisatie door IS doodgeschoten. Ten noorden van Fallujah werd een massagraf gevonden met ongeveer 400 lichamen, het zouden vooral door IS gedode krijgsgevangenen zijn. Op 18 juni hadden Iraakse regeringstroepen het centrum van Fallujah heroverd op IS. Buiten de stad zouden inmiddels zo'n 15.000 gevluchte inwoners verblijven in opvangkampen. Eind juni zouden bij bombardementen door de coalitie rondom Fallujah meer dan 250 IS-strijders tegelijk zijn gedood. Ook vernietigde de internationale coalitie onder leiding van de VS meer dan 200 voertuigen van IS.
Op 12 augustus werd een nieuwe overwinning op IS geboekt, toen de Syrische stad Manbij die in 2014 in handen van IS was gevallen, werd veroverd door Arabische en Koerdische strijders. IS ontvoerde zo'n 2000 inwoners van de stad als gijzelaars, maar de meesten van hen ontsnapten of werden weer vrijgelaten.
Op 16 en 17 augustus begon Rusland IS ook te bombarderen vanuit Iran. De luchthavens bij Hamadan en Teheran werden als uitvalsbasis gebruikt.
Eind augustus mengde Turkije zich voor het eerst openlijk en direct met grondtroepen in de strijd tegen IS. Turkse tanks en door Turkije gesteunde rebellen slaagden erin om IS uit de Noord-Syrische stad Jarablus te verdrijven. De Turken en hun FSA-bondgenoten (Vrije Syrische Leger) bezetten een 90 km brede strook langs de Turkse grens, waardoor het gehele Iraakse en Syrische grensgebied met Turkije vrij is van IS-strijders en de grens niet meer overgestoken kan worden door buitenlanders die zich bij IS willen aansluiten. Hierbij raakten ze tevens in conflict met de Koerdische strijders, waarop Turkije en de VS eisten dat de Koerden zich ten oosten van de Eufraat zouden terugtrekken. Volgens de Koerden werd hier gehoor aan gegeven en werd het commando in Manbij en omstreken overgegeven aan geallieerde niet-Koerdische milities. Beide groepen leken zich op aandringen van de VS te concentreren op verder zuidwaarts gelegen IS-stellingen.
In de nacht van 16 op 17 oktober 2016 werd het langverwachte offensief tegen Mosoel ingezet. Reguliere Iraakse troepen gesteund door Peshmerga, soennitische en sjiitische milities nemen deel aan de aanval, gesteund door de coalitie tegen IS. Ze tellen naar schatting ongeveer 50,000 man en nemen het op tegen 3,500 tot 5,000 IS-strijders die zich in de stad verschanst hebben. Drie weken later, op 6 november, begon de Syrische Democratische Strijdkrachten (SDF) een offensief ten noorden van Raqqa met als doel de verovering van deze stad die voor IS de officieuze hoofdstad is. Dit offensief is niet onomstreden, omdat het leeuwendeel van de SDF uit Koerdische troepen bestond, terwijl Raqqa een overwegend Arabische stad is. Voor het eerst waagden de Koerdische strijders zich derhalve buiten hun etnische regio, hetgeen bij het Arabische bevolkingsdeel wellicht niet goed zou vallen. Ook Turkije stond wantrouwend tegenover de Syrische Koerden en wenste een rol te spelen in de verovering van de stad.
Terwijl in november en december 2016 IS steeds verder onder druk gezet werd in het noorden, wisten IS-strijders op 10 december 2016 opnieuw Palmyra in te nemen.

#### Aanvallen en aanslagen door IS

##### Syrië
Op 27 februari vielen IS-strijders de Syrische grensplaats Tel Abyad aan, die in handen is van de Koerden. Deze aanval werd volgens berichten succesvol afgeslagen.
Op 17 januari meldden Syrische media dat IS in Deir ez-Zor 300 mensen had geëxecuteerd door doodschieten en onthoofden, zowel burgers als militairen. Een dag eerder was melding gemaakt van 135 slachtoffers, maar dit getal werd dus naar boven bijgesteld.
Op 27 juli pleegde IS een dubbele bomaanslag in de Syrisch-Koerdische stad Kamishli, waarbij minstens 67 doden vielen.
Op 29 juli viel IS in het noorden van Syrië enkele dorpen nabij Manbij aan. In een van de dorpen werden zeker 24 burgers geëxecuteerd door IS-militanten.

##### Libië
Op 4 januari pleegden strijders van IS in de Libische havenplaats as-Sidr een aanslag op een van de belangrijkste olieopslagplaatsen van het land. IS beweerde inmiddels de stad Bin Jawad in handen te hebben.
Op 7 januari vielen bij een aanslag met een vrachtauto vol explosieven op een trainingskamp van de Libische politie in de kustplaats Zlitan minstens 47 doden. IS eiste in een verklaring de verantwoordelijkheid hiervoor op.

##### Egypte
Op 8 januari werden in een buitenwijk van Caïro een agent en een militair doodgeschoten. De aanslag werd door IS opgeëist.

##### Turkije
Op 12 januari blies een zelfmoordterrorist zich op op een toeristische plek in de Istanboelse wijk Sultanahmet. Bij deze aanslag kwamen tien Duitsers om het leven. De dader was een 28-jarige Syriër die vermoedelijk handelde in naam van IS. Naar aanleiding hiervan werden in Antalya drie Russen gearresteerd.
In İstiklal Caddesi, een drukke winkelstraat in Istanboel, blies op 19 maart een zelfmoordterrorist zich op voor het Griekse consulaat. De Turkse regering koppelde de dader de volgende dag aan IS.

##### Afghanistan
Op 23 juli vielen bij een door IS opgeëiste dubbele zelfmoordaanslag in de Afghaanse hoofdstad Kabul minstens 80 doden en honderden gewonden. De aanslag werd gepleegd op een demonstratie van de (sjiitische) Hazara. In Afghanistan werd een dag van nationale rouw afgekondigd.

##### Pakistan
Op 13 januari vielen bij een aanslag met bomgordels bij het Pakistaanse consulaat in de Afghaanse stad Jalalabad vijftien doden. IS eiste de aanslag op via zijn officiële kanaal.

##### Irak
Op 10 januari werden er in Irak een aantal aanslagen tegelijk gepleegd, alle opgeëist door IS. In Baquba ontplofte een autobom. In de stad Muqdadiya ontploften twee bommen bij een zelfmoordaanslag in een casino, met twintig doden tot gevolg. Op twee plaatsen in Bagdad ontploften ook autobommen en er werd een winkelcentrum gegijzeld waarbij twee agenten werden gedood. Alles bij elkaar vielen bij deze reeks aanslagen minstens 46 doden.
Op 28 februari vielen zeker 70 doden en meer dan honderd gewonden bij een zelfmoordaanslag van IS op een markt in de Bagdadse wijk Sadr City.
In de stad Iskandariyah vielen op 25 maart bij een aanslag met een autobom op een voetbalstadion ruim 40 doden, onder wie de burgemeester van de stad.
In de derde week van mei vielen in Irak binnen een week tijd meer dan 200 doden als gevolg van diverse aanslagen van IS. Op 11 mei ontploften in Bagdad drie autobommen, onder meer in Sadr City, waarbij in totaal meer dan 100 doden vielen. Op 13 mei werden bij een aanslag in Samarra minstens 16 supporters van Real Madrid gedood.
Op 15 mei bliezen zes mannen zich op in een gasfabriek in Taji, waarbij elf doden vielen. Op 17 mei werden in Bagdad opnieuw drie aanslagen tegelijk gepleegd, onder meer in Sadr City en al-Shaab. In die laatste wijk vielen tientallen doden. Op 2 juli vielen er meer dan 200 doden bij een zelfmoordaanslag in een druk winkelcentrum in de Bagdadse wijk Karrada. Het was de dodelijkste door één persoon gepleegde aanslag in Irak sinds dat land in 2003 in oorlog raakte. In Irak werden drie dagen van nationale rouw afgekondigd. Op 7 juli vielen er minstens 35 doden bij een aanslag op het mausoleum van Muhammad ibn Ali al-Hadi in Balad (provincie Salah ad Din). Op 24 juli vielen bij een aanslag in de noordelijke Bagdadse wijk Kadhimiya zeker 11 doden. Diezelfde dag vielen in Abu Ghraib drie doden bij een aanslag op een markt. Beide aanslagen werden door IS opgeëist.

##### België
Op 22 maart 2016 werden er in België aanslagen gepleegd in de vertrekhal van Brussels Airport en in het metrostation Maalbeek, met meer dan 35 doden en honderden gewonden tot gevolg. IS eiste later die dag via een persbericht de verantwoordelijkheid hiervoor op.
Op 6 augustus 2016 werden twee Belgische agenten zwaar verwond door een man met een machete voor het politiebureau van Charleroi. De dader, een 33-jarige Algerijn, werd door een politieagent neergeschoten en overleed in het ziekenhuis. De terroristische moordpoging werd door IS opgeëist via hun persagentschap Amaq.
Op 16 oktober 2023 rond 19u15 schoot de 45-jarige Tunesische Abdesalem Lassoued in het centrum van Brussel met een oorlogswapen twee Zweedse mannen dodelijk neer en één zwaargewond. De voetbalinterland tussen België en Zweden in  Brussel werd na de eerste helft stopgezet. Meer dan 30.000 supporters werden na twee uur wachten veilig uit het Koning Boudewijnstadion geëvacueerd. Op sociale media werd de aanslag door Lassoued opgeëist in naam van de terreurorganisatie Islamitische Staat. De schutter werd de volgende ochtend door de politie doodgeschoten in Schaarbeek.

##### Duitsland
Op 17 juli 2016 vond er voor het eerst een officieel door IS opgeëiste aanslag op Duits grondgebied plaats. In een trein naar Würzburg viel een 17-jarige asielzoeker die handelde uit naam van IS zijn medepassagiers met een bijl en een mes aan. Er vielen enkele zwaargewonden, de dader zelf werd doodgeschoten.
In het Duitse Ansbach blies op 24 juli een 27-jarige Syriër die banden met IS bleek te hebben zichzelf met een rugzakbom op in de nabijheid van een festivalterrein. Ook deze aanslag werd door IS opgeëist.
Op 19 december 2016 vond een aanslag op een kerstmarkt in Berlijn plaats nabij de Gedächtniskirche. Er vielen twaalf doden en een dag later eist Islamitische Staat de aanslag op.

##### Frankrijk
Op 13 juni 2016 vond de moordaanslag in Magnanville plaats, waarbij een politieagent en zijn echtgenote in hun woning vermoord werden. De aanslag werd door IS opgeëist via Amaq, het persagentschap van IS, met een video waarin de dader trouw zweert aan de leider van IS.
Voor de aanslag in Nice op 14 juli 2016, waarbij 84 doden vielen, eiste IS twee dagen later via het eigen persbureau Amaq de verantwoordelijkheid op. Rechtstreekse aanwijzingen dat de dader daadwerkelijk in opdracht van IS handelde ontbreken echter.
In de Normandische plaats Saint-Étienne-du-Rouvray drongen in de ochtend van 26 juli twee mannen een katholieke kerk binnen waar net een mis bezig was en doodden de priester met een mes. Later die dag verklaarde IS in een persbericht dat "twee soldaten de operatie hadden uitgevoerd om landen van de internationale coalitie aan te vallen".

### Gebeurtenissen 2017

#### Strijd in Irak en Syrië
Begin 2017 werd vooral strijd gevoerd om de laatste belangrijke steden die IS nog in handen had: Mosoel, Raqqa en het heroverde Palmyra. In het noordwesten werd de stad al-Bab door het Turkse leger en het Vrije Syrische Leger in de tang genomen. Hierdoor werd IS ook verder van de Turkse grens en Aleppo verdreven.
Op 18 januari 2017 claimde het Iraakse leger dat Oost-Mosoel heroverd was. De aandacht werd nu gericht op West-Mosoel, dat het uit nauwe straatjes bestaande oude stadscentrum bevat en moeilijker te veroveren was, temeer IS daar meer aanhang onder de bevolking genoot. Uiteindelijk maakte de Iraakse regering op 9 juli 2017 bekend dat Mosoel geheel was heroverd; alle strijders van IS waren verdreven uit deze stad, waarmee na twee jaar de Slag om Mosoel definitief leek te zijn beslecht.
Op 3 maart 2017 heroverde het Syrische leger, dat een tegenoffensief was begonnen, Palmyra voor de tweede keer. Op 6 maart maakte de YPG, die Raqqa vanuit het noorden omsingelde, bekend dat het de laatste toegangsweg tot deze stad had afgesneden. Ook in de provincies Aleppo en Raqqa kon het regeringsleger, dat eind 2016 Aleppo al geheel had heroverd, grote gebieden op IS heroveren. De regeringstroepen grepen het momentum aan om in Zuidoost- en Centraal-Syrië grote gebieden op IS te heroveren en hierbij pockets die door IS of de rebellen bezet waren af te snijden en te isoleren. Rond de zomer van 2017 begon IS tekenen van uitputting en desintegratie te vertonen, en verloor het in steeds sneller tempo gebied.
Uiteindelijk bereikten de Syrische regeringstroepen Deir-ez-Zor, waar ze legereenheden ontzetten die al drie jaar door IS werden belegerd. De SDF benaderde de stad eveneens vanuit het noorden. De IS-strijders ter plekke werden van belegeraars tot belegerden in de stad, en ze werden tot overgave gedwongen. Van Deir-ez-Zor stootten de regeringstroepen op 6 oktober 2017 door naar Mayadin, de stad die voor IS tot regeringszetel diende na de omsingeling van Raqqa, en veroverden deze stad op 14 oktober. Raqqa zelf viel in handen van de YPG op 17 oktober 2017, nadat de laatste IS-strijders met een groep burgergijzelaars met bussen uit de stad waren geëvacueerd.
In Irak was begin oktober het gebied rond Hawija, een door IS bezette pocket die door de opmars naar Mosoel was afgesneden, al heroverd. Medio oktober 2017 is de Iraakse grensstad Al-Qaim de laatste grote stad in handen van IS. Op 3 november 2017 volgde ook de inname van deze stad, waarna IS in Irak nog het stadje Rawa in handen heeft. Op 17 november volgde de inname van Rawa, waarna IS in Irak geen grotere bevolkingscentra meer in handen heeft.
In Syrië werd op 9 november 2017 de laatste belangrijke stad die nog in handen van IS was, Al-Bukamal, door het leger heroverd. Hierna werd deze stad op 11 november opnieuw bezet door IS, om vervolgens op 19 november definitief in handen van de Syrische overheid te vallen. Eind november 2017 was het gebied in handen van IS gereduceerd tot enkele pockets in Zuid- en West-Syrië, een stuk Eufraatvallei ten noorden van Al-Bukamal, en een dunbevolkte strook land aan de Syrische kant van de Iraaks-Syrische grens. De mogelijkheid bestond echter dat IS zou overgaan op guerrilla-oorlogsvoering. Ook bestaat tot op heden de kans dat met het uiteenvallen van IS terugkerende geradicaliseerde jihadgangers in hun landen van herkomst een veiligheidsrisico vormen.

### Gebeurtenissen 2018

#### Strijd in Syrië
In 2018 was ISIS opgehouden een macht van betekenis te zijn in Irak. In Noordwest-Syrië begon ISIS echter een offensief, gebruikmakend van het feit dat de regeringstroepen aldaar weer met het FSA slaags raakte. In januari 2018 was de pocket gegroeid tot 82 dorpen en bedreigde de verbinding met Aleppo. De regeringstroepen omsingelden de pocket in februari in een tangbeweging en veroverden het gebied. Ongeveer 1.000 ISIS-strijders konden ontsnappen naar de provincie Idlib, waar ze zich aan de rebellen overgaven.
Op 5 maart 2018 kondigde het Pentagon aan dat de strijd op de grond van de SDF tegen ISIS werd gestaakt. Koerdische strijders moesten het front in Oost-Syrië verlaten vanwege Operatie Olijftak in de regio Afrin. In Noordwest-Syrië proberen het FSA samen met Turkije de Koerden te verdrijven. Hoewel het grondoffensief nu stillag, gingen de luchtaanvallen op IS-doelwitten wel gewoon door, aldus het Pentagon. Inmiddels had ISIS alleen nog de volledige controle over een aantal dorpen aan de oostzijde van de Eufraat in de provincie Deir-ez-Zor.
In Zuid-Syrië bezat ISIL in 2018 nog een pocket gelegen in de zuidwestelijke hoek van het land tegen de grenzen met Israël en Jordanië. Deze pocket was bezet door het Khalid ibn al-Walid Leger, een alliantie van salafistische rebellengroeperingen die trouw aan ISIL hadden gezworen. Toen het Syrische leger in juni 2018 met Operatie Basalt een offensief tegen alle rebellen in de regio begon, werd ook deze pocket aangevallen en veroverd.
Op 10 september 2018 werd het offensief in Deir-ez-Zor tegen ISIS hervat door de Koerden, gesteund door de VS. In deze derde fase werden in het begin een aantal dorpen veroverd waaronder al-Susah. Echter op 27 oktober begon ISIS een tegenoffensief, vanwege zandstormen in de regio kon de coalitie geen luchtaanvallen uitvoeren. Hierdoor waren de Koerden genoodzaakt zich terug te trekken uit de heroverde gebieden. ISIS wist goed gebruik te maken van de zandstormen en wist zo naast al-Susah ook weer de grens met Irak te heroveren. Op 31 oktober 2018 kondigde de SDF aan de strijd tegen ISIS weer te staken. Dit vanwege wederom Turkse bombardementen op Koerdisch grondgebied, dit keer in de regio Kobani en Tell Abyad.
In december 2018 startte de SDF een aanval om Hajin, het laatste bolwerk van ISIS in Syrië, te veroveren. Op 4 december had de SDF controle gekregen over delen in het noorden van de stad. Tijdens het offensief werd er door de SDF een humanitaire corridor geopend, waardoor meer dan 1.000 burgers de laatste hoofdstad van ISIS konden ontvluchtten. In de tweede week van de gevechten schatte de coalitie dat er nog steeds 2.500 van de 'meest geharde' strijders in de Hajin-pocket zitten. Ondertussen waren er 2.500 burgers de stad ontvlucht en had de SDF naar verluidt 55 IS-strijders gedood sinds het binnenvallen van de stad. Tegen 13 december vonden er hevige gevechten plaats het centrum van Hajin, terwijl de coalitie luchtaanvallen bleef uitvoeren op posities van ISIS. Later die dag stortte de verdediging van ISIS in, en de strijders vluchtten naar de rest van de pocket. De volgende morgen had de SDF volledige controle over Hajin.

#### Ontdekking nieuwe massagraven
In november maakte de VN bekend dat er 202 nieuwe massagraven waren gevonden in vier gebieden in Irak die voorheen onder IS-bewind hadden gestaan (Ninive, Kirkoek, Salah ad Din en Anbar), met daarin in totaal duizenden lichamen.

### Gebeurtenissen 2019

#### Strijd in Syrië
Begin 2019 verdreef de SDF de overgebleven IS-strijders naar het uiterste zuidelijke punt van de zogenaamde ‘Eufraat-pocket’, richting het dorp Al-Baghuz Fawqani. Op 9 februari kondigde de SDF een beslissende aanval aan tegen de laatste enclave van IS. Ruim een maand na het begin van de gevechten gaf de SDF hun cijfers vrij over de operatie sinds 9 februari: 34.000 burgers geëvacueerd, 29.600 IS-strijders en hun familieleden hebben zich aan de Koerden overgegeven, van wie zo’n 5.000 strijders waren. Er zouden 1.306 IS-strijders zijn gedood tegenover 11 aan de kant van de SDF.
De Syrische Democratische Krachten (SDF) melden op 23 maart de volledige vernietiging van het zogenaamde kalifaat en een 100 procent nederlaag van IS. “Op deze historische dag herdenken we de duizenden martelaren die deze overwinning mogelijk maakten. Een overwinning die we aanbieden aan de nabestaanden van de martelaren en aan onze gewonden. Helden zonder wier opoffering wij deze overwinning niet zouden hebben behaald’’, aldus SDF-woordvoerder Mustafa Bali in een verklaring op Twitter. Na het heroveren van al het IS-grondgebied in Syrië en Irak ontbrak nog ieder spoor van de leider Abu Bakr al-Baghdadi.

##### Dood al-Baghdadi
In de nacht van 26 op 27 oktober voerde de VS een speciale militaire operatie uit nabij Barisha in de provincie Idlib. De locatie die de speciale eenheden zijn binnengevallen, werd al langer in de gaten gehouden. De volgende morgen kondigde president Trump op een persconferentie aan dat al-Baghdadi was omgekomen bij de operatie. Al-Baghdadi kwam volgens Trump om in een tunnel waarin hij was gevlucht, samen met drie kinderen die hij had meegenomen. Daar zouden honden van de Amerikaanse eenheden hem zijn gevolgd. De IS-leider blies zichzelf "in paniek" op, waarna de tunnel instortte. "Hij stierf als een hond, hij stierf als een lafaard", zei Trump. De identiteit van Al-Baghdadi is volgens Trump "direct en met zekerheid" vastgesteld.
Na een aantal dagen van stilte aan de kant van IS, bevestigde zij op 31 oktober de dood van hun leider. Via een audioboodschap is de nieuwe woordvoerder van IS te horen, Abu Hamza al-Qurashi. Hij vervangt voormalig woordvoerder Abu Hasan al-Muhajir, die bij een andere Amerikaans aanval was omgekomen in de buurt van Jarablus. In de opname, gepubliceerd op de mediavleugel van de terroristische groep al-Furqan, heeft IS zijn nieuwe leider aangekondigd als Abu Ibrahim al-Hashimi al-Qurashi. Abu Hamza riep volgers op om trouw te zweren aan hun nieuwe leider. Verder richtte hij zich tot Amerika: "Wees niet te blij” was zijn boodschap. Dit zou kunnen duiden op eventuele vergeldingsacties van IS tegen het westen voor de dood van haar leider.

##### Sri Lanka
Op 23 april 2019 eiste IS de verantwoordelijkheid op voor de aanslagen in Sri Lanka van twee dagen eerder, waarbij meer dan 350 doden vielen.

### Gesneuvelde prominente IS-strijders
Op 18 augustus 2015 zou bij een Amerikaanse luchtaanval Fadhil Ahmad al-Hayali, de op een na hoogste leider van IS, zijn gedood. Eind augustus maakte de Royal Air Force bekend dat een Britse staatsburger die zich bij IS had aangesloten, door een drone was gedood.
Op 11 oktober 2015 bombardeerde de Iraakse luchtmacht een konvooi van IS in de provincie Al-Anbar. Er gingen aanvankelijk geruchten dat IS-leider al-Baghdadi zich hier zou bevinden. Dit werd een dag later echter weersproken door Iraakse veiligheidsfunctionarissen.
Op 13 november 2015 werd bekend dat Jihadi John door bombardementen van het Amerikaanse leger om het leven was gebracht, tezamen met vier andere personen.
Op 30 augustus 2016 maakte het aan IS gelieerde persbureau Amaq bekend dat Abu Mohamed al-Adnani, de belangrijkste woordvoerder van IS, was gedood in Aleppo.
Op 27 oktober 2019 blies Abu Bakr al-Baghdadi, de kalief, zichzelf op tijdens een operatie van de speciale Amerikaanse Delta Force-eenheid van het Joint Special Operations Command (JSOC) in het noordwesten van Syrië, met behulp van een bomvest.

### Vluchtelingen
In juni 2014 waren al meer dan een miljoen Irakezen vanwege het geweld van IS hun woonplaats ontvlucht. In augustus 2015 waren reeds meer dan 4 miljoen mensen Syrië ontvlucht vanwege het geweld dat werd gepleegd door terreurgroep IS en als gevolg van de burgeroorlog in het land. Zij vormden 18 % van de vluchtelingen die in 2014 en in 2015 naar de landen van de Europese Unie vluchtten, hetgeen resulteerde in de Europese vluchtelingencrisis.

## Organisatie

### Sleutelfiguren
IS is voortgekomen uit een coalitie van jihadistische opstandelingen in Irak die samenwerken met het Ba'athistische Leger van de Mannen van de Naqshbandi-orde, waarin zich veel oud-Ba'athisten bevinden. Een deel van deze voormalige kaders uit het bewind van Saddam Hoessein heeft de extremistische leer van IS aanvaard, is geradicaliseerd en bekleedt met name in Irak sleutelfuncties. Ook in Syrië mogen ambtenaren uit de regering van Bashar al-Assad in functie blijven zolang ze gehoorzamen aan IS. Het monsterverbond tussen IS en de Naqshibandi levert IS aan de ene zijde bestuurlijke en militaire ervaring, en verschaft de ex-Ba'athisten van de Naqshibandi een nieuwe machtsbasis. Een selectie van bekende IS-leiders en strijders:
- Abu Bakr al-Baghdadi, werkelijke naam Ibrahim Awwad Ibrahim Ali al-Badri al-Samarrai, was de leider en zelfbenoemde kalief. Sinds hij het kalifaat uitgeroepen had, liet hij zich aanduiden als 'kalief Ibrahim'. Hij vertoonde zich amper in het openbaar. Hij kwam om tijdens een Amerikaanse operatie, op 27 oktober 2019.
- Abdul Rahman Mustafa al-Kaduli, ook bekend als 'Hadschi Iman', de nummer twee en financiënminister van de IS.
- Abu Muslim al-Turkmani, werkelijke naam Fadel Ahmed Abdullah al-Hiyali: een ex-kolonel uit het Iraakse leger ten tijde van Saddam Hoessein. Had tot zijn dood eind 2014 de leiding over de Iraakse operaties van IS.
- Abu Ali al-Anbari, een ex-generaal uit het Iraakse leger ten tijde van Saddam Hoessein die de leiding heeft over de Syrische operaties van IS.
- Abu Ayman al-Iraqi, werkelijke naam Adnan Latif Hamid al-Sweidawi, hoofd van de militaire raad, de shura van IS.
- Abu Mohammad al-Adnani, werkelijke naam Abu Mohammad al-Adnani al-Shami, heeft een achtergrond als verzetsstrijder tegen de Amerikaanse invasie in Irak sinds 2003 en heeft de leiding over officiële communicaties van IS.
- Abu Omar al-Shishani, of Abu Omar de Tsjetsjeen, werkelijke naam Tarkhan Tayumurazovich Batirashvili, was een belangrijke commandant en heeft waarschijnlijk de IS-troepen aangevoerd in de slag om Kobani. Hij was een etnisch Tsjetsjeense Georgiër en herkenbaar aan zijn lange rode baard. In maart 2016 werd bekend dat hij in Raqqa is overleden aan verwondingen als gevolg van een Amerikaanse luchtaanval.
- Jihadi John, werkelijke naam Mohammed Emwazi, geboren als Muhammad Jassim Abdulkarim Olayan al-Dhafiri, was een eerder in Londen wonende, in Koeweit geboren moslim van Iraakse afkomst, die voorafgaand aan de executie zich meer dan eens tegen het Westen richtte.[284] Hij werd vooral bekend vanwege zijn optreden als de gemaskerde beul in de, vaak als propaganda fungerende, video's waarop de onthoofdingen van meerdere gijzelaars te zien zijn. Hij heeft voor de camera verscheidene gijzelaars onthoofd en politieke leiders en landen bedreigd. Hij stond zodanig bekend als dé beul van IS. Ook bewaakte hij gijzelaars met 3 andere Engelse moslims. De gevangenen herkenden hun accent en dit leverde hun de bijnaam 'The Beatles' op. Emwazi, die duidelijk de belangrijkste van het groepje was, werd 'John' genoemd naar John Lennon. De media veranderden dit in 'Jihadi John'. Hij is waarschijnlijk in de nacht van 12 op 13 november 2015 in Raqqa gedood door Amerikaanse droneaanvallen.[285]
- Aqsa Mahmood, een vrouwelijke jihadiste uit Glasgow die naar IS trok, er trouwde en nu voor de IS propaganda maakt.[286]
- Khalid 'Aydd Ahmad al-Jabouri leider die plannen maakte voor aanslagen in Europa[287]

### Hoofdstad
Aanvankelijk fungeerde Baquba in Irak als hoofdstad voor IS. Toen in 2014 de beweging onder de naam ISIL de stad Raqqa wist te veroveren, werd deze stad de zetel van het regeringsapparaat. Dit had een belangrijke symbolische betekenis, omdat Raqqa de zomerhoofdstad van het Abbasidenkalifaat is geweest. Begin 2017 is het regeringsapparaat opnieuw verplaatst, deze keer naar Mayadin. De reden was waarschijnlijk het offensief tegen Raqqa van de Volksbeschermingseenheden (YPG). In oktober 2017 werd het Syrische Mayadin door Al-Qá'im in Irak vervangen. Begin november werd deze laatste stad voor Abu Kamal, ook bekend als Al-Bukamal, in Syrië verlaten, dicht bij de oude historische stad Mari. Later werden ze verdreven naar de stad Halil. Nadat ze op 13 december 2018 ook uit deze stad waren verdreven, trokken ze zich terug in hun laatste bolwerk het dorp Baghouz, waar ze standhielden tot maart 2019. Ook het Iraakse Mosoel had een belangrijke rol. Het was de grootste stad die IS wist te veroveren, en in deze stad had al-Baghdadi het kalifaat uitgeroepen.

### Strijdmacht van IS
Strijders van IS bleken door hun jarenlange ervaring in het vechten tegen Amerikaanse, sjiitische en Koerdische legers in Irak het meest getraind en succesvol in de Syrische Burgeroorlog tegen het leger van Assad. Hierdoor sloten veel andere doorgewinterde strijders uit Noord-Afrika en Tsjetsjenië zich bij hen aan, en konden zij in korte tijd een groot deel van Noordoost-Syrië in handen nemen. Hun aantrekkingskracht op lokale rebellen is echter kleiner, omdat het doel van IS geen democratie of verdrijving van Assad is. De beweging is enkel uit op het consolideren van grondgebied om haar eigen interpretatie van de islam te verspreiden.
Over de totale omvang van de strijdmacht die IS ter beschikking staat, bestaan slechts schattingen. Schattingen van de CIA moesten voortdurend worden bijgesteld. De Russische generale staf schatte het aantal IS-strijders eind 2014 op 70.000 terwijl Koerdische bronnen over 200.000 strijders spraken. Belangrijker is het feit dat IS een grote hoeveelheid zware wapens heeft buitgemaakt op de legers van de Iraakse en de Syrische regering. Bovendien beschikt de beweging over een harde kern van ervaren strijders.

### Rekrutering
Zoals ook gebeurde tijdens de Syrische Burgeroorlog, maar daar in mindere mate, trekken veel mannen uit andere landen naar het gebied om vooral aan de zijde van IS mee te vechten. IS werft actief onder jonge mannen om voor de organisatie te strijden. Een deel van deze mannen zijn geradicaliseerde moslims, maar een ander deel bestaat uit nieuwe bekeerlingen die zich voelen aangetrokken tot de eenvoudige extremistische boodschap van IS. Er zouden volgens gegevens uit juni 2015 toen in totaal ten minste 15.000 strijders uit 80 landen aan de zijde van IS meestrijden. Hieronder bevinden zich Saoedi's: 7000, Tunesiërs: 5000 en Jordaniërs: 2500, maar ook uit Frankrijk, België, Nederland en Duitsland zouden mannen toetreden tot IS. Het aantal Britten zou 200 tot 2000 bedragen. Ook uit China en zelfs uit Japan zouden strijders zijn toegetreden. Buitenlandse jihadisten, voornamelijk wanneer zij niet de Arabische taal spreken, staan onderaan de rangorde binnen IS. Ze worden gewantrouwd en onderworpen aan vernederingen. Het komt voor dat ze vanwege de oorlog en terreur gedesillusioneerd en getraumatiseerd raken. IS-strijders die gepakt worden bij een ontsnappingspoging, worden door IS geëxecuteerd.
Buitenlandse jihadistische bewegingen als Boko Haram en Abu Sayyaf hebben solidariteit met IS betuigd. Ook onafhankelijke of aan het Vrij Syrisch Leger (FSA) gelieerde rebellengroepen in Syrië lopen soms in hun geheel over naar IS, die succesvoller lijkt in de bestrijding van Assads troepen.
Landen uit de westerse wereld vinden het hun verantwoordelijkheid erin te voorzien dat zo min mogelijk mannen aan de kant van IS in het door IS bezette gebied gaan vechten. Er bestaat angst dat zij verder zullen radicaliseren en strijdervaring opdoen, die zij vervolgens bij terugkeer zullen gebruiken voor terroristische daden. Ook in China en de Filipijnen bestaat deze angst, namelijk dat door deze 'kruisbestuiving' separatistische en jihadistische groeperingen worden gestimuleerd. Daarbij roept IS 'lone wolves', alleenwerkende terroristen die zich met IS-gedachtegoed identificeren, op tot het plegen van aanslagen.
Een Nederlandssprekende Koerdische man die tegen IS vocht, verklaarde dat strijders van IS die door zijn kamp gevangen worden genomen, meteen worden geëxecuteerd.
Begin september 2015 werd bekend dat een Nederlandse militair van de Koninklijke Luchtmacht naar IS was overgelopen.

### Middelen
IS was eind 2014 met een geschat vermogen van meer dan 2 miljard dollar de rijkste terreurbeweging in de wereld. Dit vermogen maakt het succes van de organisatie mogelijk. Hoewel donaties aanvankelijk de belangrijkste inkomstenbron vormden, trekt IS inmiddels voornamelijk inkomsten uit criminele activiteiten en het te gelde maken van economische hulpbronnen in het bezette gebied.
- IS heeft inkomsten uit de handel in aardolie. IS probeert oliebronnen te veroveren en te behouden.[36] Toen de Verenigde Staten ingrepen om de opmars van IS te stoppen, begonnen ze met het bombarderen van oliebronnen in handen van IS. Olie- en gasvelden zijn belangrijke strategische doelen. Olie vormt het leeuwendeel van de inkomsten van IS, met ruim 1 miljard dollar op jaarbasis 38% van de inkomsten. Nog eens 489 miljoen dollar of 17%, is op jaarbasis afkomstig uit gasbaten.[300] In de regio bestaat reeds een netwerk van illegale oliehandel en geïmproviseerde raffinaderijen, daterend uit de tijd van Saddam Hoessein, toen aanvankelijk de Koerden en later de onder embargo staande Iraakse regering geld verdiende aan de oliesmokkel. Koerdische en Syrische handelaren fungeren als tussenpersonen.[301]
- In 2003 werden vele kostbaarheden uit het Nationaal Museum van Irak in Bagdad gestolen. Sindsdien worden er in Irak en Syrië heel veel antieke voorwerpen gestolen, wat zeer ten koste gaat van het materieel erfgoed van het gebied. Ook voor IS is de verkoop van gestolen kunst een bron van inkomsten. Kunstroof is in het gebied een groot probleem. Deze vindt veelvuldig plaats doordat tal van archeologische vindplaatsen worden leeggeroofd.[302]
- IS wordt ook gesteund door individuele donaties uit Qatar,[303] Koeweit, Saoedi-Arabië[304] en de Verenigde Arabische Emiraten.[305][306] Donaties vormen met 50 miljoen dollar op jaarbasis met 2% maar een klein deel van de inkomsten.[300]
- Op kleinere schaal had IS inkomsten verkregen uit de plundering van banken, diefstal van staatseigendom, afpersing van winkeliers, belasting van christenen en het heffen van tol op de toegangswegen tot steden, bruggen, en de belangrijkste verbindingsweg tussen Irak en Syrië. Dit leverde IS gezamenlijk op jaarbasis 360 miljoen dollar op (12%).[300]
- 120 miljoen dollar of 4% werd op jaarbasis verdiend met het kidnappen van belangrijke personen om losgeld te innen.
- Met de cementindustrie werd 292 miljoen dollar of 10% van de jaarlijkse inkomsten verdiend, met de verkoop van fosfaten 300 miljoen dollar (10%) en van voedingsmiddelen 200 miljoen dollar (7%).[300]

IS betaalde strijders een salaris variërend van 400 tot 600 dollar per persoon per maand. Strijders krijgen vaak huizen en auto's toegewezen die vluchtelingen hebben achtergelaten of die zijn geconfisqueerd. Ook ontvingen zowel Syrische als Iraakse burgerlijk ambtenaren die het IS-kalifaat waren blijven dienen in veel gevallen nog salaris van de regering, al moesten ze daarvoor wel naar de door de regering beheerste gebieden om hun geld te halen. Bij terugkeer in door IS beheerst gebied moesten ze 20 tot 50% belasting betalen over hun in contanten opgenomen geld.
Een belangrijke strategie van de tegenstanders van IS is dan ook de beweging af te snijden van de inkomstenbronnen. Dit gebeurde voornamelijk door olievelden en raffinaderijen te bezetten, heroveren of bombarderen, het verscherpt (blijven) toepassen van antiwitwaswetgeving (die ook tegen financiering van terrorisme is bedoeld) en het aan banden leggen of zelfs geheel verbieden van donaties.

## Chemische wapens
ISIS zou bij diverse militaire operaties ook gebruik hebben gemaakt van chemische wapens. In 2022 werd een onderzoek aangekondigd om bewijzen te verzamelen naar dit gebruik van chemische wapens en de mogelijkheid daarvoor verantwoordelijke personen eventueel te vervolgen. Hoge functionarissen van het VN-onderzoeksteam naar ISIS-misdaden, UNITAD, presenteerde in juni 2022 enkele van hun voorlopige bevindingen aan de lidstaten die bijeenkwamen op het VN-hoofdkwartier in New York. Gedurende vijf jaar had UNITAD reeds voorlopige bewijzen verzameld van misdaden begaan tijdens het zelfverklaarde kalifaat in de periode tussen juni 2014 -december 2017, die zou kunnen worden gebruikt om de betreffende extremisten te vervolgen voor nationale of buitenlandse rechtbanken.
Christian Ritscher, speciaal adviseur en hoofd van UNITAD, herinnerde eraan dat het gebruik van chemische wapens internationaal verboden is en een misdaad tegen de menselijkheid, oorlogsmisdaad of bijgeval zelfs bijdragen aan genocide kan opleveren, indien een specifieke groep het doelwit zou zijn geweest. Sinds 2000 werd door de onderzoekers special aandacht besteed aan de aanval in maart 2016 op de stad Taza Khurmatu. Tevens werd onderzocht of er elders dergelijke incidenten hadden plaatsgevonden. Teamleider Paula Silfverstolpe verklaarde dat de operaties van ISIL het hoogtepunt waren van bijna twee decennia van experimenteren door soennitische jihadistische groepen en het meest geavanceerde programma zou zijn geweest dat tot dan toe zou zijn ontwikkeld door niet-statelijke actoren.
De algehele productie van wapens en munitie viel onder het zelfbenoemde ministerie van Defensie van het ISIS-kalifaat, met name het Comité voor Militaire Ontwikkeling en Productie (CMDM), dat een maandelijks budget had van meer dan $ 1 miljoen, evenals extrabudgettaire middelen om grondstoffen te kopen. Volgens de loonadministratie van ISIL waren meer dan 1.000 strijders bij de productie betrokken. Honderden werden ingezet voor het programma voor chemische wapens en er werden specifieke vacatures geplaatst om wetenschappers en technische experts te rekruteren, ook uit het buitenland, met mensen uit landen als de Verenigde Staten, Frankrijk, het Verenigd Koninkrijk en België.
Gespecialiseerde onderzoeks- en ontwikkelingsteams waren gevestigd in de toen door extremisten geleide Universiteit van Mosul in Noord-Irak, landelijke delen van de provincie Anbar, en de stad Hawija, het ISIS-hoofdkwartier. De militanten zoudenn ten minste acht als gifstoffen te misbruiken chemische middelen hebben ontwikkeld: aluminiumfosfide, botulinumtoxine, chloor, cyanide-ion, nicotine, ricine, thalliumsulfaat en zwavelmosterd, ook wel bekend als mosterdgas.
Hoewel eerder ook op kleine schaal gifgas was gebruikt door een Japanse terroristische groepering, zou ISIS daarmee de eerste niet-statelijke groep die middels grootschalige projecten verboden middelen ontwikkelde voor chemische oorlogsvoering en dit combineerde met een systeem voor het lanceren van projectielen omm die middelen in de strijd in te zetten.
De gifstoffen zwavelmosterd, chloor en aluminiumfosfide zijn verboden onder de Chemical Weapons Convention, en er waren aanwijzingen dat ISIS de\e toepaste in mortieren, raketten en geïmproviseerde explosieven (IED's) 
De terreurgroep zou ook hebben getracht miltvuur te verwerven, maar tot nu toe is er geen bewijs dat strijders het, of andere biologische agentia, bij aanvallen hebben gebruikt, hoewel het onderzoek daarnaar zou worden voortgezet.
UNITAD had ook bewijsmateriaal verzameld waaruit blijkt dat ISIS chemische agentia op mensen heeft getest - waaronder ricine, nicotine en thalliumsulfaat - en ook op dieren zoals konijnen.
ISIS-gegevens zouden aantonen dat topleider Abu Bakr al-Baghdadi het gebruik van chemische wapens door troepen toestond en zelfs bonusbetalingen goedkeurde voor de soldaten die ze inzetten. "
Al-Baghdadi gaf ook persoonlijk opdracht tot de aanval op Taza Khurmatu "met als doel zoveel mogelijk slachtoffers te maken". Van de 42 projectielen die tegen de stad werden gelanceerd, bevatten er minstens 27 zwavelmosterd, die blaren en pijnlijke brandwonden veroorzaakt. Twee kinderen stierven en duizenden mensen, onder wie eerstehulpverleners, raakten gewond.
Rechter Ali Noaman Jabbar van het Taza Investigation Court zei dat de heropening van de zaak en de interesse van UNITAD talloze slachtoffers en hun families hebben gemotiveerd om hun getuigenis af te leggen:"De impact veroorzaakt door de chemische aanval omvat verschillende ziekten zoals kanker, huidziekten, miskramen, misvormingen in embryo's, chronische ziekten en psychologische impact en trauma's", zei hij in een videoboodschap.
De aanval op Taza Khurmatu "was zeker geen op zichzelf staand geval", meldde Silfverstolpe. Uit informatie blijkt dat er minstens 12 andere aanvallen op andere locaties zijn uitgevoerd, met onbevestigde rapporten van nog eens 35.
Volgens haar leek het een vrij wijdverbreid en systematisch fenomeen, 
UNITAD zal blijven samenwerken met Irak en andere landen om te komen tot strafvervolging te komen van 21 personen die verdacht worden van betrokkenheid bij het ISIS-programma voor chemische wapens, waaronder buitenlanders die zich bij de groep hadden aangesloten.

## Overige praktijken
De praktijken van IS vertonen verder veel gelijkenis met die van de Taliban in het grensgebied tussen Pakistan en Afghanistan. Zo kreeg de terreurbeweging volledig de controle in handen over de stad Raqqa, waar ze haar strikte vorm van de sharia implementeerde en die tot hoofdstad van het IS-kalifaat werd uitgeroepen. Nadat de organisatie ook volledige steden in Irak in handen gekregen had, werden deze wetten ook hier ingevoerd.

### Verwoesting van cultureel erfgoed

#### 2014
Veel kerken, moskeeën, tempels, tombes, begraafplaatsen en historische gebouwen zijn vernietigd in door IS ingenomen steden, waaronder Ar-Raqqah, Mosoel en Telafar. Zowel sjiitische als soennitische gebouwen worden met explosieven opgeblazen of met bulldozers gesloopt. Alleen al voor de stad Mosoel publiceerde IS een lijst van 50 moskeeën die vernietigd moeten worden. In moskeeën die de terreurbeweging heeft opgeblazen lagen tevens eeuwenoude korans en Hadith-verzamelingen, die in vlammen zijn opgegaan. Ook duizenden jaren oude Griekse mozaïeken en Assyrische sculpturen werden vernietigd, en gevreesd werd voor het voortbestaan van enkele unieke ruïnesteden uit de oudheid.
Op 30 juni publiceerde IS een propagandavideo waarop te zien is dat zij een gebouw nabij Mosoel tot ontploffing brengen, waar zij naar eigen zeggen 'voornamelijk sjiieten' in hadden opgesloten. In juli 2014 verscheen een nieuwe video, waarop is te zien hoe in Mosoel de veronderstelde graftombe van de profeet Jona door IS wordt opgeblazen. Voor zowel christenen als voor veel moslims was dit een heilige plaats.
IS vernielde in september 2014 in Tikrit onder meer de 1300 jaar oude Assyrische Groene Kerk, die aan de bisschop Ahudemmeh was gewijd.

#### 2015
Qusai All Faraj, de openbare bibliotheek van Mosoel, viel in februari aan IS ten prooi, waarbij 8.000 zeldzame boeken en manuscripten werden verbrand. In Ninive, een oude ruïnestad in Mosoel die enige tijd de hoofdstad was van Assyrië, vernielde IS kunstwerken en overgebleven ruïnes uit de tijd van het Assyrische Rijk. De standbeelden zouden getuigen van veelgodendom en afgodendienst.
Vrij snel na de inname van Palmyra in mei 2015 werd duidelijk dat IS ook hier was begonnen met het verwoesten van het culturele erfgoed. In augustus en begin september werd er steeds meer vernield met explosieven: zowel de tempel van Baal-Shamin als de tempel van Bel werd door IS opgeblazen.
In augustus 2015 verwoestte IS in al-Qaryatayn met bulldozers het klooster van Mar Elian, een katholiek klooster dat dateerde uit de vijfde eeuw.

### Misbruik van vrouwen
Jonge meisjes van 14 en 15 jaar zijn in het oorlogsgebied terechtgekomen, waar IS fatwa's heeft uitgegeven die de strijders het recht geven om geslachtsgemeenschap te hebben met een kind, door voor een nacht in een schijnhuwelijk te treden. Onder Syrische vluchtelingen zouden nog jongere meisjes zijn verkocht als seksslaaf aan rijke wahabis en pedofielen.
IS-strijders misbruiken op grote schaal door hen gevangengenomen vrouwen en meisjes van etnische minderheden, vooral jezidi's. Zij beschouwen ze als hun persoonlijke eigendom en gebruiken hen onder meer als seksslavinnen. IS komt openlijk voor deze praktijken uit. De IS-strijders beroepen zich daarbij op de Koran en stellen dat die hun niet alleen het volste recht geeft om vrouwen te verkrachten, maar deze praktijken zelfs actief aanmoedigt. De vrouwen zouden behalve verkracht ook worden doorverkocht of gedood, waarna in het laatste geval mogelijk hun organen in het hele Midden-Oosten werden verhandeld. Er zijn berichten – afkomstig van onderzoekers namens de VN – dat seksslavinnen die weigerden mee te werken levend zijn verbrand. Ook zou IS volgens Arabische media een eigen slavenmarkt hebben opgericht waar ze vrouwen van religieuze minderheden verhandelen.
Volgens schattingen van de VN uit mei 2015 waren er toen 3000 vrouwen en meisjes, van wie sommigen nog zeer jong waren, aan IS uitgeleverd.
In september 2015 werd in Mosoel een IS-commandant doodgeschoten door een seksslavin die hij had misbruikt.

### Dagelijks leven in het kalifaat
Onderwijs voor meisjes werd verboden. Voor jongens zijn er in het door IS gecontroleerde gebied alleen nog religieuze scholen, madrassa's, die het radicale gedachtegoed van de terreurbeweging onderwijzen. Video's van diploma-uitreikingen van basisscholen die door IS op sociale media werden gezet tonen jonge kinderen in camouflagekleding en zwarte martelaarsgewaden. In Mosoel hielden ouders massaal hun kinderen thuis uit protest tegen het door IS opgelegde curriculum. In principe moeten meisjes vanaf 9 jaar gesluierd over straat en worden ze voorbereid op hun rol als moeder en ondersteuner van hun man. Jongens vanaf 9 jaar worden getraind in het gebruik van wapens, en zijn zelfs op straat gesignaleerd met vuur- en steekwapens. In februari gaf IS ook een nieuw propagandafilmpje vrij, waarop is te zien hoe circa 80 kindsoldaten worden getraind in een kamp. De opnames zijn vermoedelijk gemaakt in Ar-Raqqah.
IS pretendeert een islamitische staat of kalifaat op te bouwen, en tracht als zodanig legitimiteit op te bouwen; in de eerste plaats in het eigen gebied en in de tweede plaats als gebaar richting (met name soennieten in) het buitenland. Zo heeft IS een sociaal hulpprogramma, en liet het ambtenaren in het veroverde gebied in functie blijven zolang ze zich naar de wensen van IS schikten. Zowel een reguliere als een 'zedenpolitie' is in functie en dwingt de door de beweging opgelegde normen af. Ook kondigde IS aan een eigen valuta in te willen voeren. IS geeft een eigen propagandatijdschrift uit, 'Dabiq'. In 'Dabiq' worden de harde maatregelen (inclusief seksslavernij van yezidi-vrouwen) gerechtvaardigd en bevinden zich interviews met gevangenen (o.a. westerse gevangenen en een gevangengenomen Jordaanse piloot) en worden 'jihadgangers' geïnterviewd.
Wanneer buitenlanders IS-gebied bereiken om zich bij de beweging aan te sluiten, worden de mannen van de vrouwen en kinderen gescheiden en moeten de mannen trouw zweren aan al-Baghdadi. Uit angst voor infiltratie accepteert IS slechts nieuwkomers wanneer een bestaand lid (vaak de ronselaar) voor hen instaat. De mannen kunnen in principe kiezen welke rol ze willen vervullen (strijder, zelfmoordterrorist of ondersteunende taken), maar soms kunnen ze ook een rol kiezen of wordt deze opgelegd op basis van nuttige vaardigheden (ICT, talen, medische kennis). Vrouwen verlenen ondersteunende taken en leren beperkt met wapens omgaan. Ook kunnen zowel mannen als vrouwen, mits ze Arabisch spreken, dienstdoen bij de religieuze of zedenpolitie. Iedere man moet te allen tijde beschikbaar zijn voor de militaire strijd. Overigens worden ook veel lokale Syriërs en Irakezen onder druk gezet om zich bij IS aan te sluiten.
In december 2014 bleek echter dat IS kampt met prijsstijgingen, schaarste en ineffectief leiderschap. De stroom- en drinkwatervoorzieningen in de bezette gebieden haperen, terwijl er onvoldoende artsen zijn. De beweging zou al haar energie in de gewapende strijd en het afdwingen van de islamitische wetgeving steken, waardoor voor de organisatie van het bezette gebied weinig ruimte meer is. Hoewel de beweging opschept over de gratis gezondheidszorg, laten zowel hygiëne als beschikbare medicijnen te wensen over. Bevallingen zijn in de praktijk levensgevaarlijk voor moeder en kind, en uit angst voor desertie wordt het niet meer toegestaan ziekenhuizen buiten IS-gebied te bezoeken. Ook de huisvesting laat te wensen over: de huizen zijn vaak vies, door de oorlog beschadigd en overbevolkt, en de beste huizen worden in beslag genomen door prominente IS-leden. Zowel lokale Syriërs en Irakezen als buitenlandse jihadisten en hun familie leven in constante angst door de bombardementen.

### Ontwikkeling tot een totalitaire staat
Anno 2015 begon de staat die IS claimde op te bouwen meer en meer gebreken te tonen, naarmate de bombardementen voortduurden, de militaire overwinningen schaarser en de nederlagen veelvuldiger werden, en de beweging steeds verder werd geïsoleerd. De huisvesting en medische voorzieningen verslechterden en de salarissen van IS-strijders moesten worden verlaagd, terwijl de voedselprijzen stegen. Door de vrees dat IS-leden uit onvrede over de verslechterende situatie zouden deserteren en/of de reputatie van IS bezoedeld zou raken, alsmede de angst voor infiltratie of spionage, ontstond een angstcultuur binnen IS waardoor de beweging totalitaire trekken begon te vertonen. Sinds december 2014 mogen bewoners niet meer vrij reizen binnen IS-gebied, en verplaatsingen buiten IS-gebied worden vrijwel niet meer toegestaan, tenzij het een terroristische missie betreft. Sinds juli 2015 is draadloos internet verboden in Raqqa, en worden internetcafés gecontroleerd. Niet alleen het onvoldoende naleven van de sharia, maar ook het niet confirmeren aan de steeds strengere veiligheidsvoorschriften of het openlijk bekritiseren van de beweging kan leiden tot arrestatie en een terdoodveroordeling door een shariarechtbank.

## Steun

### Groeperingen
Deze groepen hebben openlijk hun steun aan IS betuigd, hetzij volledig of gedeeltelijk.
- Boko Haram[350]
- Bangsamoro Islamitische Vrijheidsstrijders[351]
- Jemaah Islamiyah[352]
- Ansar al-Sharia in Tunesië[353][354]
- Ansar al-Sharia in Libië[355]
- Mujahideen Shura Council in the Environs of Jerusalem[356]
- Islamitische Beweging van Oezbekistan[357]
- Jamaah Ansharut Tauhid[358]
- Hezb-e Islami Gulbuddin[359]

### Betwist

#### Saoedi-Arabië
Hoewel Saoedi-Arabië dit zelf ontkent, beschuldigen onder meer de Iraakse premier Nouri al-Maliki en westerse commentatoren het land ervan dat het IS financiert.

#### Qatar
Qatar wordt ervan beschuldigd te fungeren als doorvoerhaven voor de stroom van middelen aan IS. Hoewel er geen bewijs is dat het bewind in Qatar zelf IS financiert, wordt het land bekritiseerd omdat het niet genoeg zou doen om de financiering van IS te stoppen. Volgens het Amerikaanse ministerie van Financiën zijn er een aantal financiers van terrorisme actief in Qatar. De Qatarese staatsburger Abd al Rahman al Nuaymi diende als gesprekspartner tussen Qatarese donoren en leiders van al Qaida in Irak (AQI). Nuaymi hield naar verluidt toezicht op de donatie van 2 miljoen dollar per maand naar AQI. Nuaymi is een van de velen van de in Qatar gevestigde Al Qaida-financiers die zijn gesanctioneerd door het Amerikaanse ministerie. Volgens sommige rapporten vermoeden Amerikaanse functionarissen dat het grootste deel van donaties naar IS en Al Qaida uit Qatar komt in plaats van Saoedi-Arabië.
In augustus 2014 beschuldigde de Duitse minister Gerd Müller Qatar er expliciet van banden met IS te hebben.

#### Turkije
In oktober 2013 betitelde Turkije IS als een terroristische organisatie. In juli 2015 ging Turkije actief oorlog voeren tegen IS, na een reeks bloedige aanslagen nabij de Turkse grens met Syrië de week ervoor, met name de bomaanslag in Suruç. Turkije gaf de internationale coalitie daarop toestemming om Turkse luchtmachtbases te gebruiken en Turkse gevechtsvliegtuigen begonnen zich nu te richten op IS-doelen. In 2014 gaf Turkije doorgang aan de Koerdische Peshmerga om via Turkije de stad Kobani te beschermen van IS'ers.
Daarvoor had Turkije IS echter lange tijd genegeerd, mede omdat het in toom houden van de PKK (die tevens tegen IS strijdt) hoger op de Turkse agenda stond. Turkije werd hierdoor zelfs ervan beschuldigd IS te steunen, vooral door de Syrische Koerden. Volgens de Ierse journalist Patrick Cockburn waren er sterke aanwijzingen voor een zekere mate van samenwerking tussen de Turkse inlichtingendiensten en IS, hoewel de precieze aard van de relatie troebel zou zijn. Verschillende IS-strijders hebben beweerd dat Turkije hun organisatie steunde. In Turkije zelf veroorzaakte IS toenemende politieke polarisatie tussen secularisten en islamisten.
De autoriteiten in Turkije bevestigden in maart 2015 berichten op de sociale media dat een gewonde commandant van terreurgroep ISIS werd behandeld in een ziekenhuis in Denizli. Ze verklaarden dat de terrorist het volledige recht had op medische zorg omdat hij een Turks staatsburger was.
In 2016 vielen Turkse grondtroepen Syrië binnen om IS'ers aan te vallen in steden nabij de Turkse grens zoals de plaats al-Bab.